# Le Château-d'Oléron
Pour les articles homonymes, voir Le Château (homonymie) et Château (homonymie).
Le Château-d'Oléron est une commune du Sud-Ouest de la France, située dans le département de la Charente-Maritime (région Nouvelle-Aquitaine). Ses habitants sont appelés les Casteloléronais et les Casteloléronaises, ou les Châtelains et les Châtelaines.
Établie dans la partie méridionale de l'île d'Oléron, la commune est un important port ostréicole du bassin de Marennes-Oléron. Principale agglomération du sud de l'île, cette ancienne cité fortifiée s'étend en contrebas de sa citadelle, ouvrage fortifié achevé par Vauban. Autrefois résidence des gouverneurs d'Oléron, elle est aujourd'hui un des principaux pôles économiques de l'île. Très touristique, son centre historique est constitué de maisons traditionnelles bordant des rues se coupant à angle droit, formant un large secteur piétonnier. D'anciennes cabanes d'ostréiculteurs, rénovées, abritent aujourd'hui des ateliers d'artistes et d'artisans.
Le Château-d'Oléron fait partie de la communauté de communes de l'île d'Oléron, structure intercommunale regroupant les huit communes et les 22 518 habitants (2022) de l'île.

## Géographie

### Présentation
La commune est située sur la côte sud-est de l'île d'Oléron, seconde plus grande île de France métropolitaine, dans le département de la Charente-Maritime.

« On distingue des claires, de lourdes croupes de vase à l'embouchure de la Seudre et les pins lointains de Saint-Trojan. Tout grisaille et scintille à marée basse »

— Jean Prasteau.

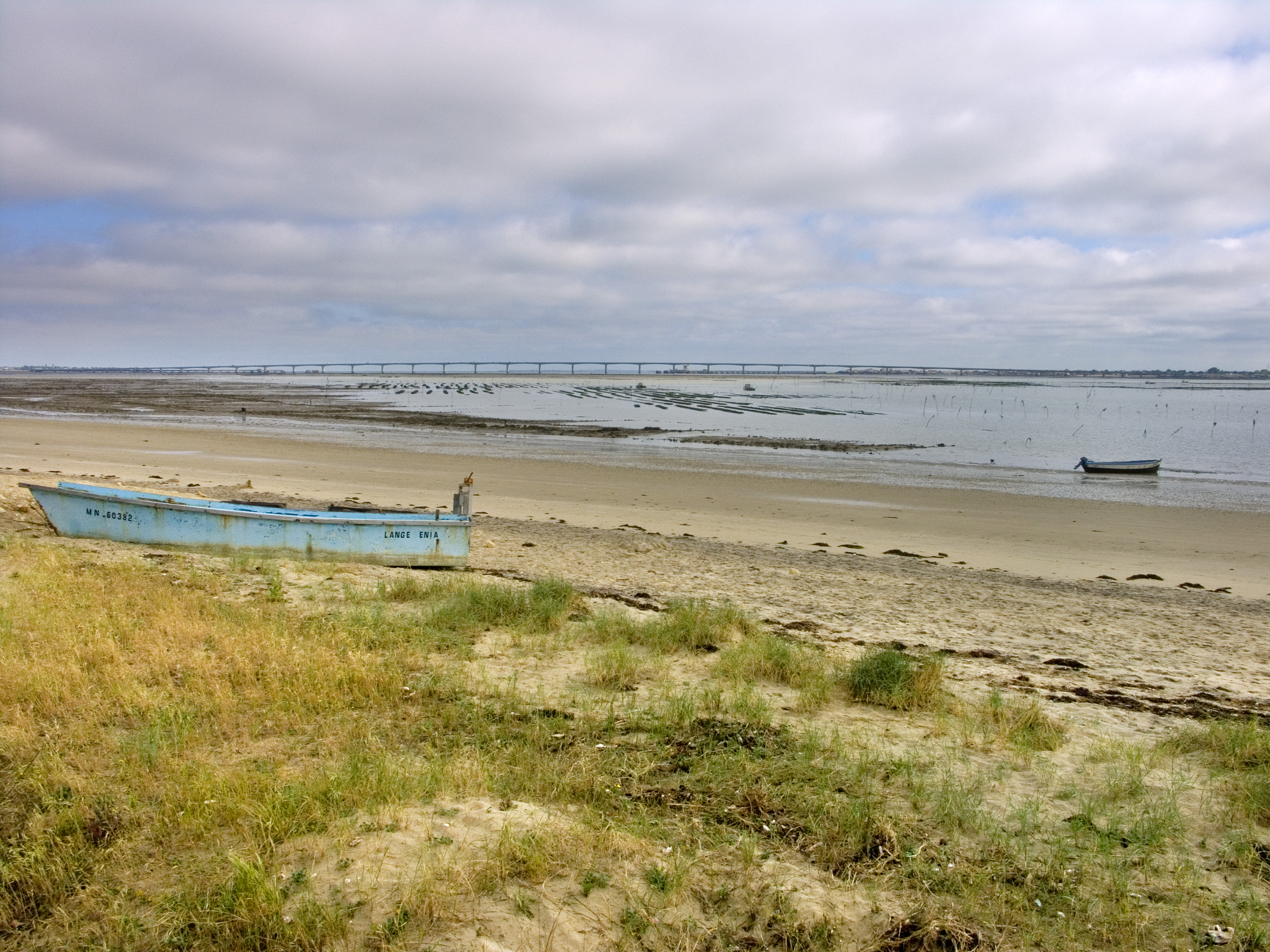
Le littoral au Château-d'Oléron.

Position de la ville dans l'île d'Oléron.

Sur un plan plus général, la commune du Château-d'Oléron est localisée dans la partie sud-ouest de la France, au centre de la côte atlantique dont elle est riveraine, faisant partie du « Midi atlantique ».
Important pôle d'équilibre du canton de l'Île d'Oléron, dans l'arrondissement de Rochefort, elle se trouve à environ 12 km de Saint-Pierre-d'Oléron, 35 de Rochefort, 42 de Royan, 53 de Saintes et 70 de La Rochelle.
Le territoire communal est formé d'une alternance de plateaux de faible altitude, datant du Jurassique (la Gaconnière, la Citadelle, les Moulins) ou du Crétacé (Ors), coupés de marais eux-mêmes bordés d'un vaste estran sablo-vaseux, entrecoupé de multiples chenaux (du Château, d'Oulme, de l'Étier neuf). La végétation y est limitée à certaines formations végétales caractéristiques des milieux exposés à une forte salinité tels que spartine maritime, salicorne et glycérie. Les marais ont été reconvertis[Quand ?] en « claires », des bassins d'affinage où les huîtres engraissent et prennent leur teinte caractéristique sous l'effet d'une algue microscopique, la navicule bleue. Ces marais appartiennent à un ensemble plus vaste : le bassin ostréicole de Marennes-Oléron. Le trait de côte peut être délimité par quatre caps plus ou moins exposés : les pointes d'Oulme, Blanche, de la Citadelle et des Doux.
Le coureau d'Oléron est le nom donné au bras de mer séparant l'île d'Oléron du continent. À marée basse, sa largeur dépasse à peine les 1 200 m. La présence de plusieurs bancs de sable (bancs Lamouroux, du Fer à cheval, de la Mortanne et Dagnas) le font se diviser en plusieurs bras (chenaux de l'est et du courant).
La partie occidentale de la commune est couverte d'un petit massif forestier, le bois de la Gombaudière. Les forêts ne couvrent cependant guère plus de 10 % du territoire communal, contre 43 % de zones humides, 21 % de territoires artificialisés et 27 % de territoires agricoles. La culture du blé, du maïs et du tournesol constituent une part importante des productions locales. La commune possède également des vignobles donnant des vins de pays (produits sous le nom de « vins de pays charentais de l'Île d'Oléron »), dont le Pineau. De façon plus confidentielle, quelques horticulteurs produisent des haricots blancs dits « mojhettes ».
L'habitat oléronais est généralement réparti en hameaux, appelés « villages » et souvent dotés d'un caractère propre. Le territoire communal en compte huit (Gibou, la Gaconnière, Fief-Naton, la Renisière, Ors, la Bordelinière, Grésillon et la Chevalerie) sans compter plusieurs lieux-dits (les Sables, Fief-de-Clairin, la Boutinière, etc.) et le bourg proprement dit.

### Axes de communication

Position du Château-d'Oléron en Charente-Maritime.

La ville est accessible, du continent, via le pont de l'île d'Oléron puis la D 26.
Les grands axes reliant les communes oléronaises aux principales villes du département sont la D 728 (Marennes - Saintes), la D 733 (Royan - Rochefort), l'autoroute A10).
Plusieurs axes irradient à partir du centre-ville : la D 734, traversant l'île du sud au nord, qui longe les marais, menant au hameau de La Gaconnière puis à Dolus-d'Oléron, et la D 26E2, qui conduit aux hameaux de La Chevalerie et d'Ors.
Principale voie de communication de l'île d'Oléron, la D 26 est une source potentielle de nuisances sonores, répertoriée comme telle par les services de la DDE (classée en catégorie 3 sur une échelle de 5). Au total, cinq kilomètres de routes (soit environ 3 % du territoire communal) sont considérés comme présentant de tels inconvénients.
Les Mouettes, compagnie de transports départementaux, dessert les principales communes de l'île par bus.
Les aéroports les plus proches sont situés à Rochefort (Rochefort-Saint-Agnant) et à La Rochelle (La Rochelle-île de Ré).
L'île d'Oléron n'ayant plus de réseau ferroviaire, les gares SNCF les plus proches sont celles de Rochefort, Saintes et Royan. Une navette de car quotidienne assure la liaison avec la gare de Surgères d'où le TGV relie Paris.

### Communes limitrophes
La ville est entourée au sud par la commune de Saint-Trojan-les-Bains, au sud-ouest par Bourcefranc-le-Chapus (sur le continent), au nord par Dolus-d'Oléron, et à l'ouest par Le Grand-Village-Plage.
|                        | Dolus-d'Oléron         |                       |
| Le Grand-Village-Plage | Château-d'Oléron       |                       |
|                        | Saint-Trojan-les-Bains | Bourcefranc-le-Chapus |

### Climat
Le climat est de type océanique aquitain : la pluviométrie est relativement élevée en automne et en hiver et les hivers sont doux. L'été reste tempéré grâce à la brise marine. Deux vents venant de l'océan, les noroît et suroît, soufflent sur les côtes du département. L'ensoleillement de la côte charentaise est très important : avec 2 250 heures par an, il est comparable à celui que connaît une partie de la côte méditerranéenne.

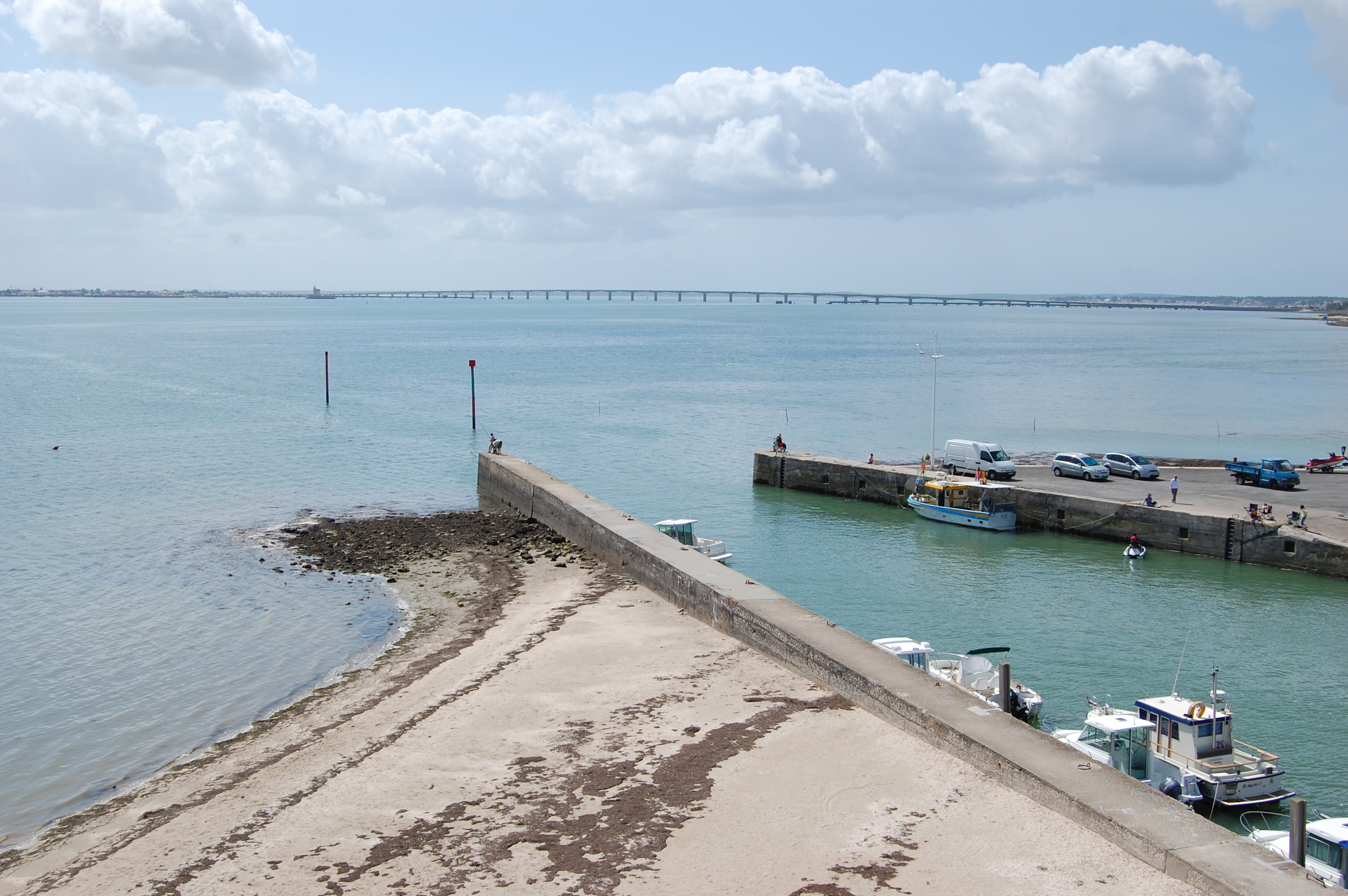
La jetée du port du Château et le pont de l'île d'Oléron.

Les relevés de la station météorologique de La Rochelle, entre 1946 et 2000, permettent de déterminer quelques dates majeures au point de vue climatique en Charente-Maritime : ainsi, au cours de cette période, la température la plus froide est relevée le 15 février 1956 : −13,6 °C.
Un pic de température (dépassé seulement au cours de la canicule de 2003) est atteint le 8 juillet 1982, avec près de 39 °C à l'ombre.
Si 1953 est considérée comme l'année la plus sèche, 2000 est, au contraire, la plus pluvieuse.
La Charente-Maritime est le département français le plus durement touché par la tempête Martin, du 27 décembre 1999. Les records nationaux de vents enregistrés sont atteints avec 198 km/h au nord de l'île d'Oléron (station du Phare de Chassiron).
D'importants dégâts matériels sont relevés dans la commune (chute d'arbres, toitures arrachées, cabanes ostréicoles détruites, réseaux électriques et téléphoniques endommagés, infrastructures routières coupées).[réf. souhaitée]
Un an après le passage de la tempête Klaus (janvier 2009), la commune est sévèrement touchée par la tempête Xynthia (février 2010). Des rafales de vent atteignant les 140 km/h sont relevées sur l'île. Le phénomène, associé à une marée de fort coefficient, provoque une submersion partielle des marais, causant quelques dégâts matériels et des préjudices à certains pêcheurs et exploitants ostréicoles (bateaux et pontons endommagés, toitures partiellement arrachées, routes coupées). Une centaine de maisons est inondée (dans les parties basses de la commune) sans toutefois que des pertes humaines ne soient à déplorer. Plusieurs familles ont dû être relogées dans l'urgence.

#### Données générales
La station météorologique de Météo-France installée sur la commune et mise en service en 1980 permet de connaître en continu l'évolution des indicateurs météorologiques. Le tableau détaillé pour la période 1981-2010 est présenté ci-après.
| Mois                                  | jan.            | fév.            | mars          | avril          | mai          | juin          | jui.            | août          | sep.          | oct.           | nov.            | déc.            | année     |
| ------------------------------------- | --------------- | --------------- | ------------- | -------------- | ------------ | ------------- | --------------- | ------------- | ------------- | -------------- | --------------- | --------------- | --------- |
| Température minimale moyenne (°C)     | 4,7             | 4,9             | 6,9           | 8,7            | 12,3         | 15            | 16,7            | 17            | 14,5          | 12             | 7,8             | 4,9             | 10,5      |
| Température moyenne (°C)              | 7,1             | 7,8             | 10,2          | 12,2           | 16           | 18,8          | 20,6            | 21            | 18,4          | 15             | 10,4            | 7,3             | 13,8      |
| Température maximale moyenne (°C)     | 9,6             | 10,7            | 13,5          | 15,6           | 19,7         | 22,6          | 24,5            | 25            | 22,2          | 18,1           | 13,1            | 9,8             | 17,1      |
| Record de froid (°C) date du record   | −6,6 02.01.1997 | −6,5 08.02.12   | −4,6 01.03.05 | 0,8 21.04.1991 | 5,1 02.05.21 | 9,6 01.06.06  | 10 12.07.00     | 11,4 24.08.05 | 7,3 27.09.20  | 1,1 29.10.1997 | −3,7 23.11.1993 | −7,9 29.12.1996 | −7,9 1996 |
| Record de chaleur (°C) date du record | 16,5 13.01.1993 | 20,3 15.02.1998 | 24,7 30.03.21 | 29,1 30.04.05  | 31 16.05.02  | 36,3 27.06.19 | 37,1 21.07.1990 | 39 04.08.03   | 34,6 03.09.05 | 29,4 02.10.11  | 22,7 08.11.15   | 19,1 07.12.00   | 39 2003   |
| Précipitations (mm)                   | 76,5            | 56,6            | 55            | 67             | 57,1         | 42            | 40,6            | 41            | 64,9          | 96             | 94,6            | 93,3            | 784,6     |

| Ville               | Ensoleillement · (h/an) | Pluie · (mm/an) | Neige · (j/an) | Orage · (j/an) | Brouillard · (j/an) |
| ------------------- | ----------------------- | --------------- | -------------- | -------------- | ------------------- |
| Médiane nationale   | 1 852                   | 835             | 16             | 25             | 50                  |
| Le Château-d'Oléron | 2 250                   | 755             | 4              | 13             | 26                  |
| Paris               | 1 717                   | 634             | 13             | 20             | 26                  |
| Nice                | 2 760                   | 791             | 1              | 28             | 2                   |
| Strasbourg          | 1 747                   | 636             | 26             | 28             | 69                  |
| Brest               | 1 555                   | 1 230           | 6              | 12             | 78                  |
| Bordeaux            | 2 070                   | 987             | 3              | 32             | 78                  |

## Urbanisme

### Typologie
Au 1er janvier 2024, Le Château-d'Oléron est catégorisée bourg rural, selon la nouvelle grille communale de densité à 7 niveaux définie par l'Insee en 2022.
Elle appartient à l'unité urbaine du Le Château-d'Oléron, une unité urbaine monocommunale constituant une ville isolée,. La commune est en outre hors attraction des villes,.
La commune, bordée par l'océan Atlantique, est également une commune littorale au sens de la loi du 3 janvier 1986, dite loi littoral. Des dispositions spécifiques d’urbanisme s’y appliquent dès lors afin de préserver les espaces naturels, les sites, les paysages et l’équilibre écologique du littoral, tel le principe d'inconstructibilité, en dehors des espaces urbanisés, sur la bande littorale des 100 mètres, ou plus si le plan local d’urbanisme le prévoit.

### Occupation des sols
L'occupation des sols de la commune, telle qu'elle ressort de la base de données européenne d’occupation biophysique des sols Corine Land Cover (CLC), est marquée par l'importance des zones humides (43 % en 2018), une proportion sensiblement équivalente à celle de 1990 (42,8 %). La répartition détaillée en 2018 est la suivante : 
zones humides côtières (43 %), zones urbanisées (26,4 %), zones agricoles hétérogènes (11,6 %), prairies (10,4 %), forêts (8,5 %). L'évolution de l’occupation des sols de la commune et de ses infrastructures peut être observée sur les différentes représentations cartographiques du territoire : la carte de Cassini (XVIIIe siècle), la carte d'état-major (1820-1866) et les cartes ou photos aériennes de l'IGN pour la période actuelle (1950 à aujourd'hui).

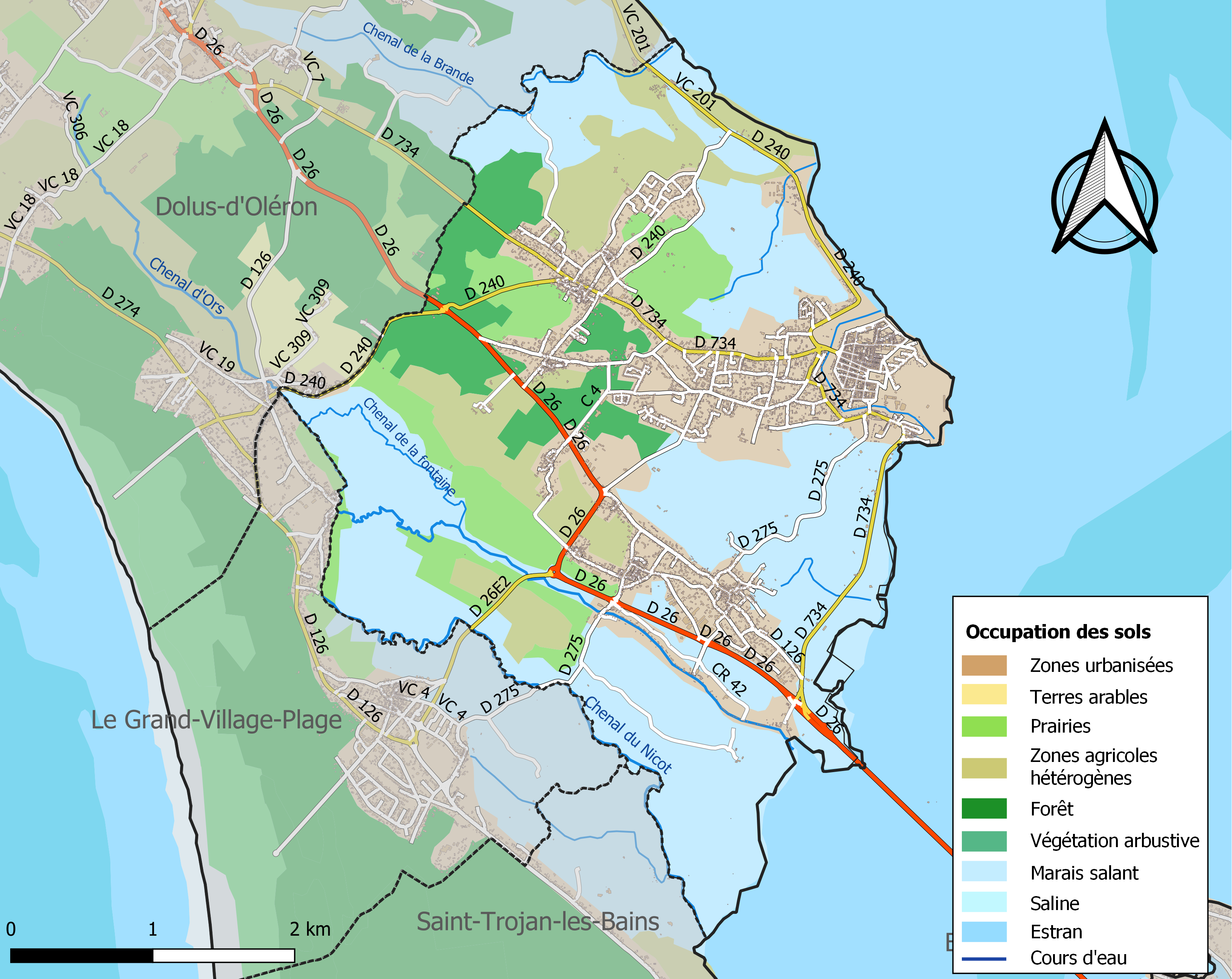
Carte des infrastructures et de l'occupation des sols de la commune en 2018 (CLC).

### Risques majeurs
Le territoire de la commune du Château-d'Oléron est vulnérable à différents aléas naturels : météorologiques (tempête, orage, neige, grand froid, canicule ou sécheresse), inondations, feux de forêts, mouvements de terrains et séisme (sismicité modérée). Il est également exposé à un risque technologique, le transport de matières dangereuses. Un site publié par le BRGM permet d'évaluer simplement et rapidement les risques d'un bien localisé soit par son adresse soit par le numéro de sa parcelle.

#### Risques naturels
La commune fait partie du territoire à risques importants d'inondation (TRI) du littoral charentais-maritime, regroupant 40 communes concernées par un risque de submersion marine de la zone côtière, un des 21 TRI qui ont été arrêtés fin 2012 sur le bassin Adour-Garonne et confirmé en 2018 lors du second cycle de la Directive inondation, mais annulé en 2020. Les submersions marines les plus marquantes des XXe et XXIe siècles antérieures à 2019 sont celles liées à la tempête du 9 février 1924, à la tempête du 15 février 1957, aux tempêtes Lothar et Martin des 26 et 27 décembre 1999 et à la tempête Xynthia des 27 et 28 février 2010. D’une violence exceptionnelle, la tempête Xynthia a fortement endommagé le littoral de la Charente Maritime : douze personnes ont perdu la vie (essentiellement par noyade), des centaines de familles ont dû être relogées, et, sur un linéaire de l’ordre de 400 km de côte et de 225 km de défenses contre la mer, environ la moitié de ces ouvrages a subi des dommages plus ou moins importants. C’est environ 5 000 à 6 000 bâtiments qui ont été submergés et 40 000 ha de terres agricoles. La commune a été reconnue en état de catastrophe naturelle au titre des dommages causés par les inondations et coulées de boue survenues en 1982, 1999 et 2010,.
Le Château-d'Oléron est exposée au risque de feu de forêt du fait de la présence sur son territoire du massif de l'Ile d’Oléron, un massif classé à risque dans le plan départemental de protection des forêts contre les incendies (PDPFCI), élaboré pour la période 2017-2026 et qui fait suite à un plan 2007-2016. Les mesures individuelles de prévention contre les incendies sont précisées par divers arrêtés préfectoraux et s’appliquent dans les zones exposées aux incendies de forêt et à moins de 200 mètres de celles-ci. L’article L.131-1 du code forestier et l’arrêté du 2 décembre 2020 règlementent l'emploi du feu en interdisant notamment d’apporter du feu, de fumer et de jeter des mégots de cigarette dans les espaces sensibles et sur les voies qui les traversent sous peine de sanctions. Un autre arrêté du 2 décembre 2020 rend le débroussaillement obligatoire, incombant au propriétaire ou ayant droit,,,.

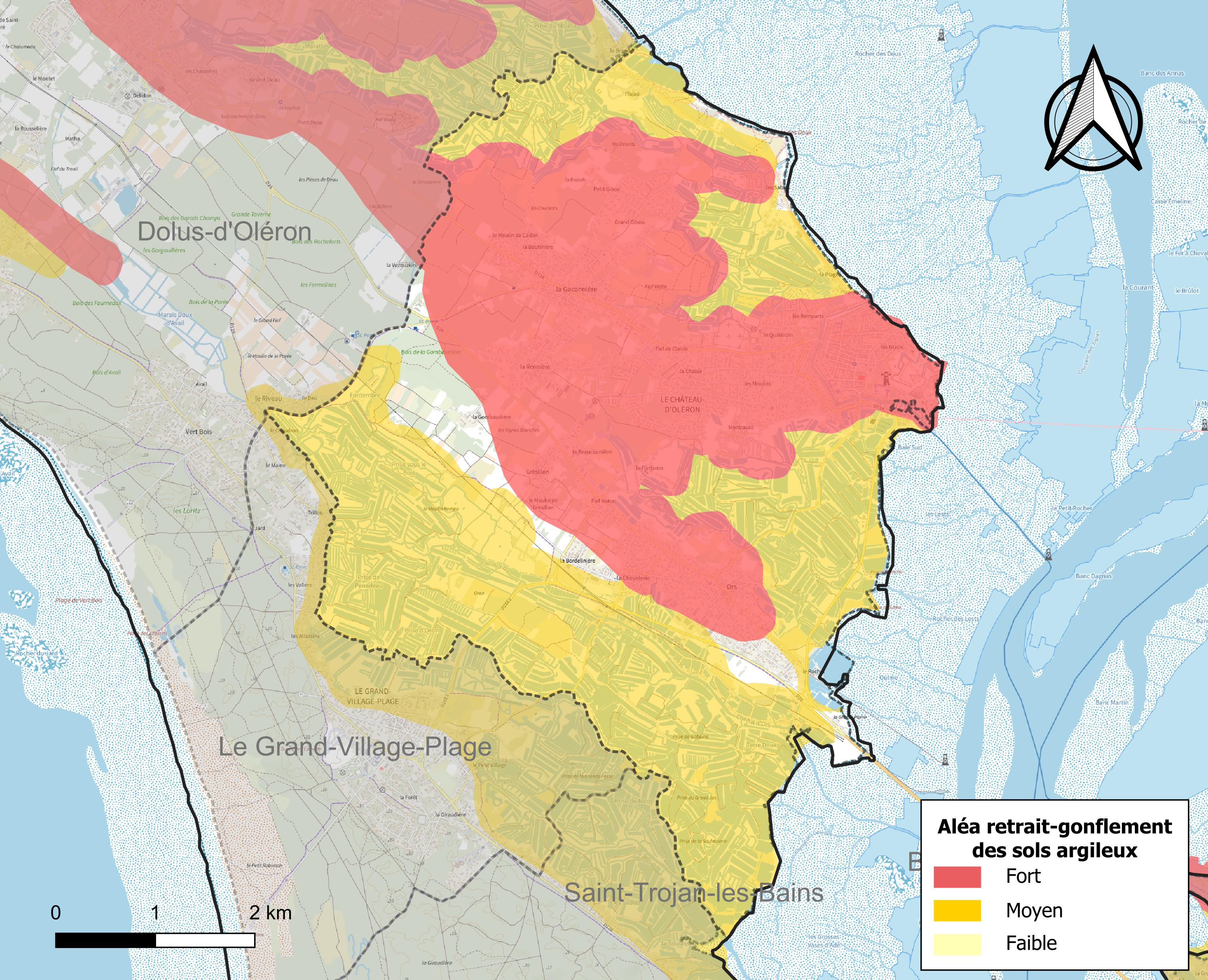
Carte des zones d'aléa retrait-gonflement des sols argileux du Château-d'Oléron.

Les mouvements de terrains susceptibles de se produire sur la commune sont des affaissements et effondrements liés aux cavités souterraines (hors mines) et des tassements différentiels. Par ailleurs, afin de mieux appréhender le risque d’affaissement de terrain, l'inventaire national des cavités souterraines permet de localiser celles situées sur la commune.
Le retrait-gonflement des sols argileux est susceptible d'engendrer des dommages importants aux bâtiments en cas d’alternance de périodes de sécheresse et de pluie. 93,3 % de la superficie communale est en aléa moyen ou fort (54,2 % au niveau départemental et 48,5 % au niveau national). Sur les 3 378 bâtiments dénombrés sur la commune en 2019, 3 197 sont en aléa moyen ou fort, soit 95 %, à comparer aux 57 % au niveau départemental et 54 % au niveau national. Une cartographie de l'exposition du territoire national au retrait gonflement des sols argileux est disponible sur le site du BRGM,.
Par ailleurs, afin de mieux appréhender le risque d’affaissement de terrain, l'inventaire national des cavités souterraines permet de localiser celles situées sur la commune.
Concernant les mouvements de terrains, la commune a été reconnue en état de catastrophe naturelle au titre des dommages causés par la sécheresse en 1989, 1991, 2003, 2005, 2011, 2017 et 2018 et par des mouvements de terrain en 1999 et 2010.

#### Risques technologiques
Le risque de transport de matières dangereuses sur la commune est lié à sa traversée par une ou des infrastructures routières ou ferroviaires importantes ou la présence d'une canalisation de transport d'hydrocarbures. Un accident se produisant sur de telles infrastructures est susceptible d’avoir des effets graves sur les biens, les personnes ou l'environnement, selon la nature du matériau transporté. Des dispositions d’urbanisme peuvent être préconisées en conséquence.

## Environnement

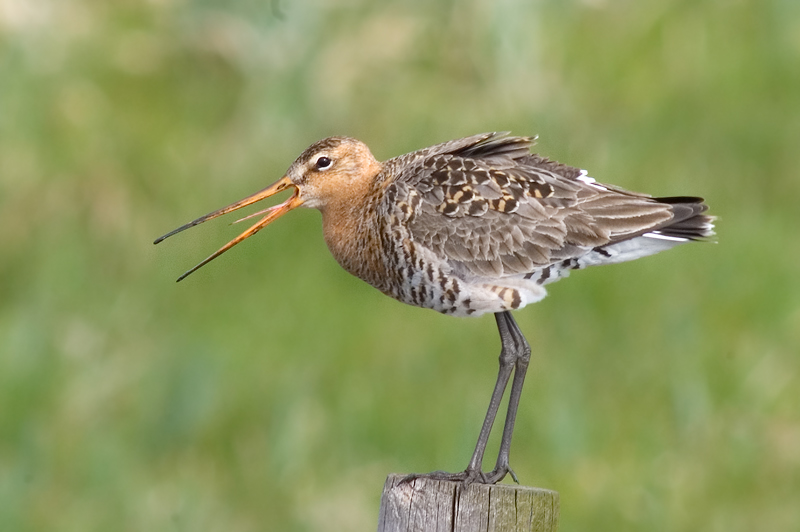
Le barge à queue noire fréquente la réserve naturelle nationale des marais de Moëze-Oléron.

Une partie du territoire communal est intégrée à une zone protégée en raison du caractère unique de son écosystème (prairies mésophiles, forêts caducifoliées, marais subhalophiles, vasières, lagunes, bancs de sable). Les marais et vasières appartiennent à une vaste réserve ornithologique (réserve naturelle nationale des marais de Moëze-Oléron) où viennent faire halte de nombreux oiseaux migrateurs (oie cendrée, tadorne de Belon, spatule blanche, milan noir, avocette élégante, cigogne blanche, barge à queue noire, et autres),. La directive oiseaux (protection des oiseaux et de leur biotope) couvre une zone de reproduction et d'hivernage correspondant à 50 % de la commune.
Près de 28 % de la surface communale est inscrite dans une zone naturelle d'intérêt écologique, faunistique et floristique (ZNIEFF) de classe I (petits espaces homogènes), cette proportion passant à 55 % dans le cas des zones de classe II (grands espaces naturels riches). Ces sites protégés sont essentiellement les marais de Saint-Trojan (dont la partie septentrionale est située dans la commune) et les vasières de la côte orientale de l'île d'Oléron. Parmi les principales espèces animales endémiques figurent la loutre, la cistude d'Europe (tortue protégée), plusieurs invertébrés tels que le lucane cerf-volant, le cuivré des marais et le damier de la succise, mais également d'amphibiens et reptiles dont la couleuvre à collier et le lézard des murailles.

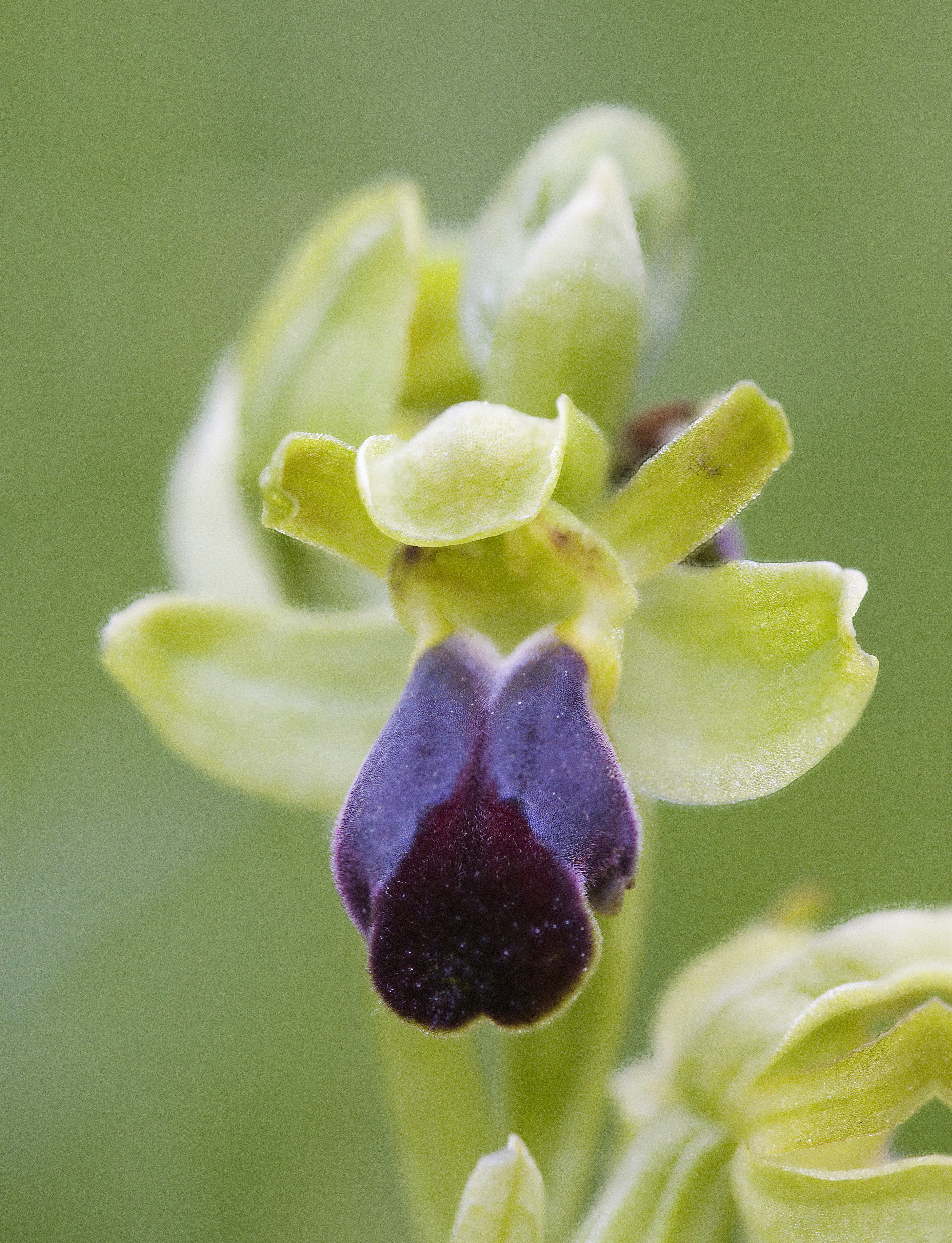
Ophrys sulcata, orchidée d'origine méditerranéenne bien implantée sur l'île d'Oléron.

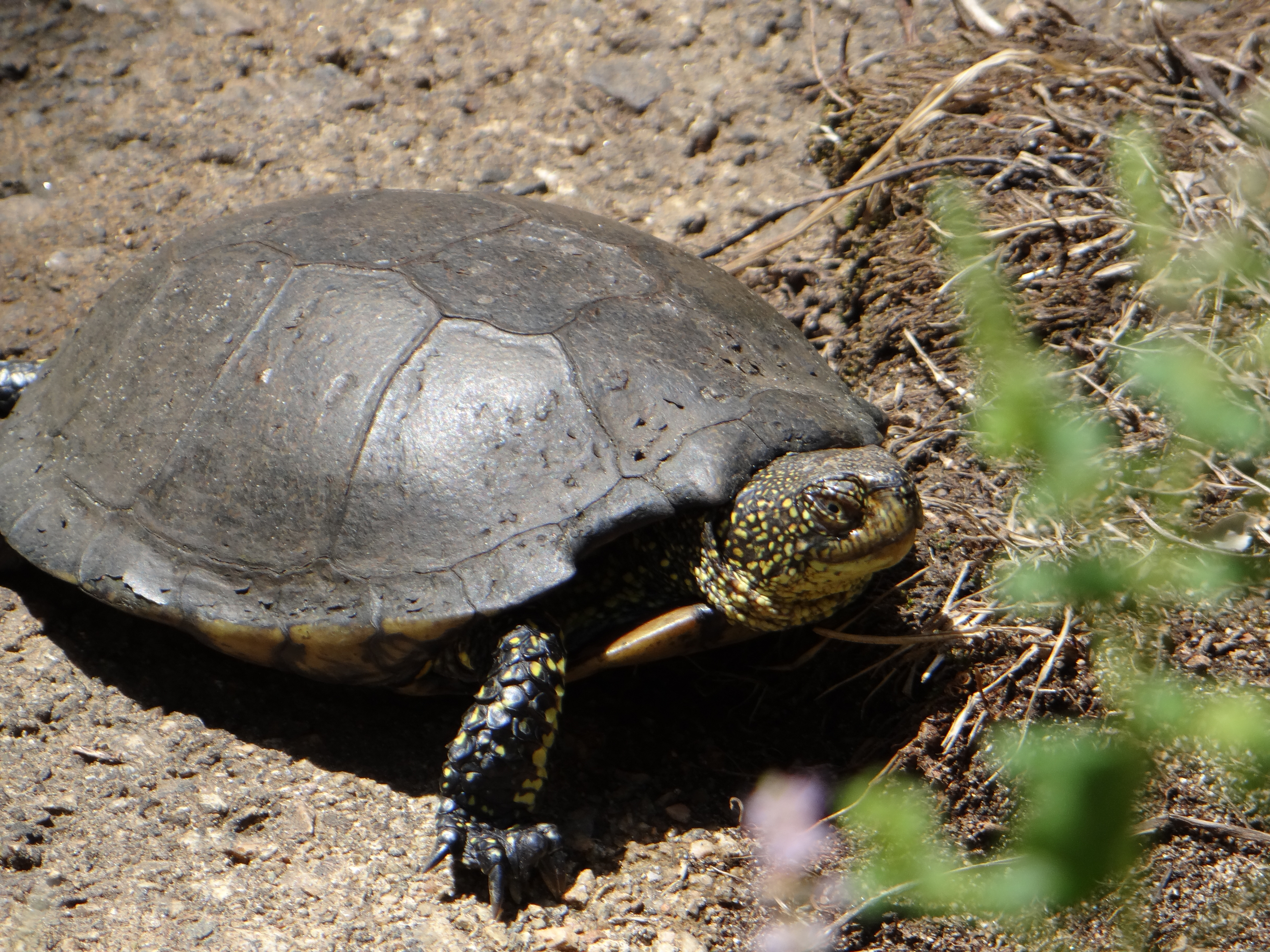
La cistude d'Europe, espèce menacée présente dans les marais de la commune.

La ZNIEFF continentale de type 1 des « Marais de Saint-Trojan », soit 956,57 hectares, concerne les trois communes de Château-d'Oléron, Saint-Trojan-les-Bains et Le Grand-Village-Plage. Elle couvre un grand marais à dominante salée qui s'étend à côté d'une vasière soumise aux marées. Le marais, situé au sud de l'île le long de la route D26 (côté ouest), est approvisionné en eau par le chenal de la Soulasserie. Autrefois exploité pour ses salines, c'est de nos jours principalement une zone de production ostréicole. On y trouve une héronnière à aigrette garzette abritant plus de 100 couples, et des hérons cendrés. Plusieurs laro-limicoles patrimoniaux y nichent (échasses, chevaliers gambette; et de nombreuses espèces d'oiseaux migrateurs ou hivernants s'y nourrissent, notamment des rapaces et des bernaches cravant. S'y trouvent aussi plusieurs espèces protégées dont des loutres d'Europe, des tritons marbrés et autres amphibiens.
La ZNIEFF continentale de type 2 de l'« marais et vasières de Brouage-Seudre-Oléron », soit 42 229,72 hectares, concerne 33 communes dont Château-d'Oléron et vise des habitats très diversifiés. Sur l'île, cette ZNIEFF couvre la moitié est de Saint-Trojan-les-Bains et le nord-est de Grand-Village-Plage, les marais au sud-est de Dolus-d'Oléron, les salines du nord-est au sud-est de Saint-Pierre d'Oléron, le marais du Doulet et le Grand Marais au nord de Saint-Georges-d'Oléron, et le Grand marais Papinaud à l'ouest de La Brée-les-Bains. Les prairies du Marais de Brouage incluent en grand réseau de fossés formant un habitat privilégié pour  la loutre et la cistude, deux espèces menacées en Europe.
La ZNIEFF continentale de type 1 des « vasières côte est d'Oléron », soit 2 825,96 hectares, concerne les trois communes de Château-d'Oléron, Dolus-d'Oléron et Saint-Pierre-d'Oléron et vise des vasières et reposoirs de marée haute qui servent de zones d'hivernage majeures pour la bernache cravant et site de reproduction pour la gorgebleue à miroir blanc, ainsi que de zones de repos pour des migrateurs. S'y trouvent  également des espèces animales méridionales, notamment un gastéropode terrestre (helicella apicina) et un serpent (Coronella girondica) ; et des espèces végétales endémiques sur les cordons dunaires : l'œillet des sables (dianthus gallicus) et le cynoglosse des dunes (Omphalodes littoralis).
La ZNIEFF continentale de type 1 de « Fief Mélin », soit 23,86 hectares à quelques centaines de mètres au nord-ouest du Château-d'Oléron, vise des pelouses calcicoles mésophiles autrefois utilisées en terres agricoles, installées sur des calcaires marneux et s'engorgeant pendant l'hiver, associées à des fruticées envahissantes. Une vingtaine de taxons d'orchidées y sont présentes dont Sérapias à petites fleurs, Ophrys sulcata, Orchis palustris et des Ophrys du groupe fusca, auxquels s'ajoutent plusieurs hybrides. L'asperge maritime (Asparagus maritimus), la filaire à feuilles larges (Phillyrea latifolia) et la renoncule trilobée (Ranunculus trilobus) témoignent des conditions climatiques favorables de l'île.
Les marais du sud et de l'est de l'île d'Oléron bénéficient d'une protection spéciale dans le cadre du réseau de protection des espaces naturels de grande valeur patrimoniale Natura 2000 sous le nom de ZPS des « Dunes et forêts littorales de l'île d'Oléron » (classement en « zone de protection spéciale » et « site d'importance communautaire »).
Le Conservatoire du Littoral a acquis en 2014 2,8796 ha au Moulin de la Côte, près de la pointe des Doux à environ 1 km au nord de Château-d'Oléron. Cette zone est entièrement située sur la commune.
La maison de la nature de l'île d'Oléron se situe dans la commune. Elle organise différentes activités de protection et de promotion de la nature dans la commune et l'ensemble de l'île d'Oléron.
La commune a jusqu'à présent (2010) fait l'objet de onze arrêtés de reconnaissance de catastrophe naturelle, dont huit pour des inondations dues à des crues (trois arrêtés), à des ruissellements et coulées de boues (trois arrêtés) et à des submersions marines (deux arrêtés). Deux autres arrêtés concernent des mouvements de terrain. La commune est sujette à une forte infestation de termites.

## Toponymie
La commune tire son nom de l'ancien château fort des ducs d'Aquitaine, qui se dressait à l'emplacement de la citadelle actuelle, et de « Ularius », nom latin de l'île, dont dérive « Oléron ». L'historien anglais Thomas Rymer évoque un acte du XIIIe siècle mentionnant un prieur de l'église Saint-Jacques de « Castello Oleronis ».
Pendant la Révolution, la commune, alors nommée Le Château, est rebaptisée Cité-de-l'Égalité ou Égalité.
La commune est officiellement renommée Le Château-d'Oléron le 8 mars 1962.

## Histoire

### Un site stratégique
L'occupation du site est attestée depuis des temps très reculés, ce dont témoigne un important outillage lithique (grattoirs, éclats de silex) ainsi que des céramiques et des haches datées du néolithique. Les découvertes préhistoriques ont principalement été réalisées à proximité du hameau d'Ors, où un dolmen (aujourd'hui brisé) est toujours visible.

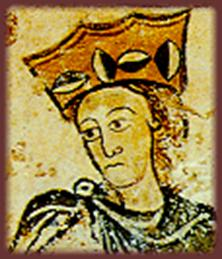
La duchesse Aliénor d'Aquitaine accorde une charte communale aux insulaires.

La période gallo-romaine a également été repérée dans plusieurs sites (substructions, nécropole et de nombreuses monnaies en bronze de Valérien, Gallien et Claude le Gothique à Ors, qui pourraient avoir été jetées à la mer en guise d'offrande aux dieux ; substructions, vestiges de bassins de pressurage du raisin, fonds d'amphores et tessons de céramique sigillée au Puit-Jourdan). L'île d'Oléron est à cette époque un lieu de villégiature prisé des patriciens santons. Un gouverneur et une petite garnison sont installés au Château-d'Oléron, dans un castrum situé sur le promontoire rocheux aujourd'hui occupé par la citadelle. Le port, où s'échangent les marchandises produites sur l'île (vin et sel essentiellement) connaît un essor rapide.
En 1036, l'île passe sous la domination du comte d'Anjou Geoffroy Martel, avant de revenir dans le giron des ducs d'Aquitaine quelques années plus tard. Le comte Geoffroy donne les deux églises paroissiales (Sainte-Marie et Saint-Nicolas) à l'abbaye de la Trinité de Vendôme, donation confirmée en 1146 par Aliénor d'Aquitaine et sanctionnée par un acte du roi Louis VII. Ce document accorde également aux habitants des exemptions d'impôts et de corvées (dispenses de taille, gite, procuration, ost et chevauchée, notamment). C'est sans doute un peu avant cette époque qu'est élevé un premier château fort, complété ultérieurement par une enceinte fortifiée.
En 1152, le mariage d'Aliénor d'Aquitaine avec Henri Plantagenêt (bientôt porté sur le trône d'Angleterre) favorise d'importants liens commerciaux entre les ports oléronais et britanniques. En 1199, des prérogatives communales sont concédées, et sont bientôt étendues à l'ensemble de l'île. Un « mayor » (maire) est nommé. Peu de noms sont parvenus jusqu'à nous, sinon dans quelques chartes de l'époque. Ainsi, un acte du duc d'Aquitaine (et roi d'Angleterre) Henri III daté du 2 juin 1253 mentionne un certain Guillaume Rambaud. On attribue également à Aliénor d'Aquitaine le premier code de droit maritime : Les rôles d'Oléron. Lorsque la région passe sous la tutelle des souverains capétiens à l'issue de la guerre de Cent Ans, la ville est cédée aux sieurs de Pons.

### Une place forte convoitée
Au XVIe siècle, la réforme connaît des succès foudroyants dans les provinces de Saintonge et d'Aunis, et plus spécialement dans ce qu'on appelle alors le « Pays des Isles » (ensemble géographique comprenant Oléron, mais aussi îles de Marennes et d'Arvert). Les communautés protestantes s'organisent sous la houlette de pasteurs envoyés de Genève, tels Hubert Robin et Philibert Hamelin. La cohabitation entre communautés protestantes et catholiques n'est pas exempte de violence : aux persécutions des huguenots « hérétiques » succèdent les destructions d'églises (1584) et les brimades, en particulier à l'égard du clergé.

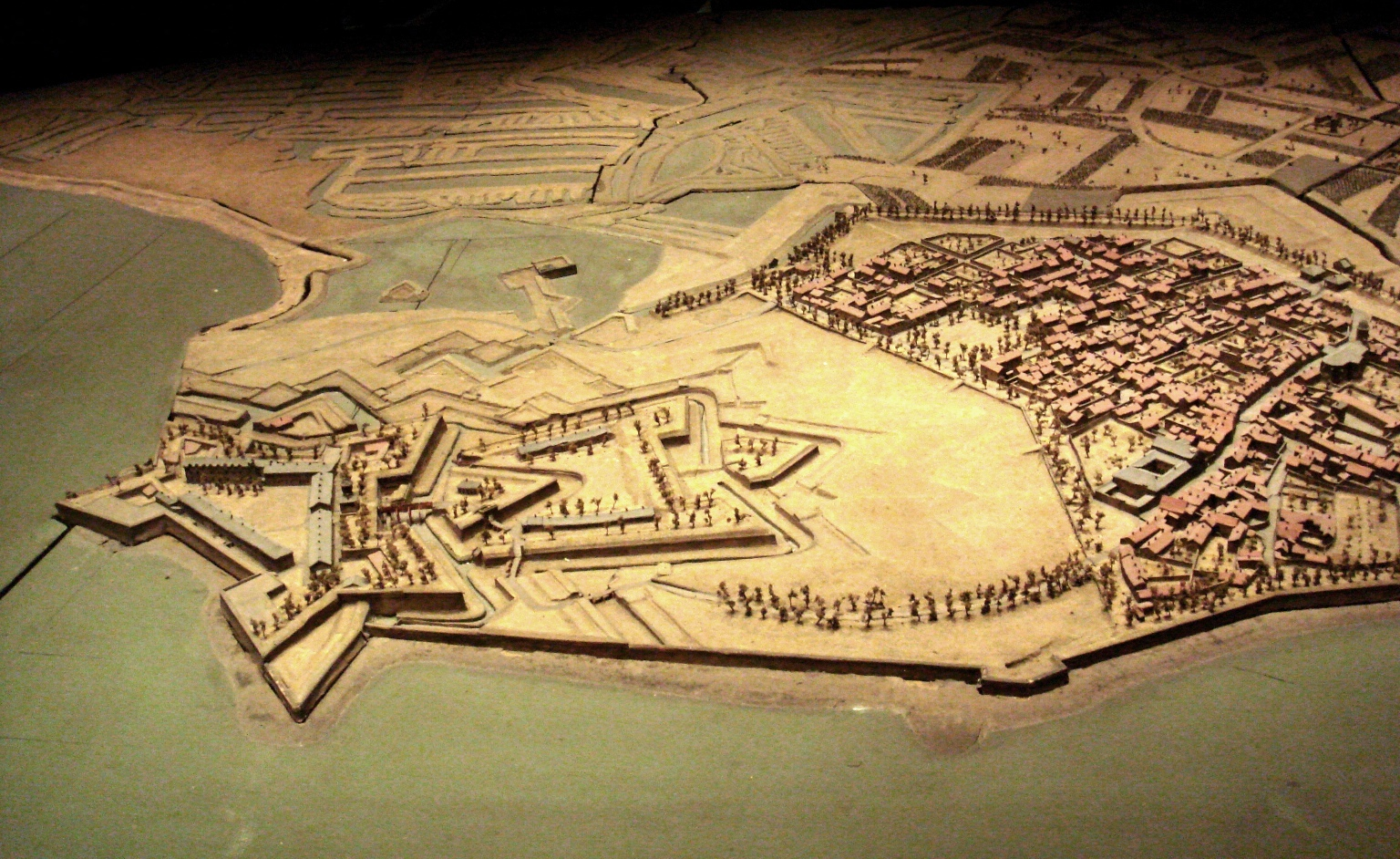
Maquette représentant Le Château-d'Oléron en 1703 (musée des Plans-reliefs, Paris).

La position stratégique de la ville en fait un enjeu majeur au cours des guerres de religion. En 1586, Agrippa d'Aubigné débarque sur l'île et se rend maître de la cité et du château, avant de prendre le titre de « gouverneur d'Oléron ». Il en est cependant rapidement délogé par François d'Espinay de Saint-Luc, après de rudes combats qui laissent la ville à demi-ruinée.
Après la chute de La Rochelle, Richelieu entreprend une réorganisation en profondeur des défenses des côtes de Saintonge et d'Aunis. Il ordonne la construction d'une citadelle à la place de l'ancien château des ducs d'Aquitaine, devenu vétuste et inapte à soutenir un siège. Les travaux débutent en 1630, sous la direction de l'ingénieur Pierre de Conty d'Argencour, de Louis Nicolas de Clerville puis de Vauban,. Ce dernier préconise une extension de l'ouvrage édifié par ses prédécesseurs, ce qui entraîne la destruction d'une grande partie de la cité (maisons, bâtiments publics, couvents et églises, ces dernières étant remplacées par un édifice moderne en 1700). La citadelle abrite une garnison ainsi que le logis du gouverneur de l'île. Elle est également une étape où viennent s'entraîner les soldats en partance pour la Nouvelle-France (Acadie, Québec, Louisiane). Un nouveau port est mis en service en 1740. Une ville nouvelle est reconstruite aux abords de la forteresse. Ses rues se coupent à angle droit (plan hippodamien ou orthogonal), irradiant à partir d'une place d'armes. Trois portes fortifiées permettaient l'accès à la cité : la porte de Dolus et la porte d'Ors, aujourd'hui détruites, et la porte des Pêcheurs donnant sur l'estran.
Une loge maçonnique est créée en 1764. Baptisée « Les Vrais Frères », elle voit le jour à Saint-Pierre-d'Oléron, avant de tenir ses séances au Château d'Oléron.

### Les débuts d'une reconversion

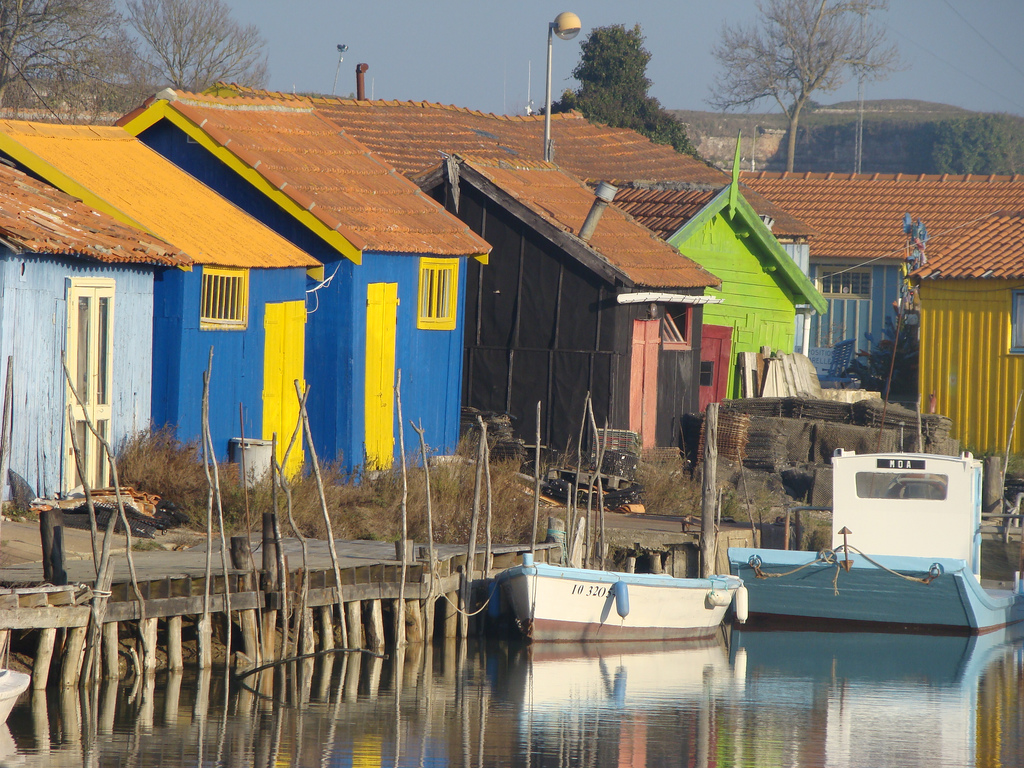
Anciennes cabanes ostréicoles rénovées.

Une liaison quotidienne par bateau entre Le Château-d'Oléron et Bourcefranc-le-Chapus est mise en service en 1841, de même qu'une liaison hebdomadaire avec La Rochelle. Le port est également un important centre de transit d'huîtres, la commune étant une des composantes majeures du bassin de Marennes-Oléron (avec Marennes et La Tremblade). Déjà pratiquée à l'époque romaine, l'ostréiculture est remise au goût du jour au XVIIe siècle, mais ne connaît son plein développement que dans le courant du XIXe siècle. Une des innovations majeures est la pratique de l'affinage en « claire », des bassins aménagés à l'emplacement d'anciens marais salants, où l'huître acquiert une saveur particulière en même temps qu'une couleur vert-bleu caractéristique.
Le 24 avril 1904, le président du conseil Émile Combes se rend en personne au Château-d'Oléron afin d'inaugurer la première ligne de chemin de fer de l'île. Le lendemain, trois rames sont mises en service (deux faisant la navette quatre fois par jour entre Saint-Trojan et Saint-Denis-d'Oléron, une autre faisant un aller-retour entre Saint-Trojan et Saint-Pierre-d'Oléron). Quatre ans plus tard, huit trains se croisent quotidiennement au Château-d'Oléron, destinés tout autant au transport de voyageurs que de marchandises (huîtres et productions agricoles, mais aussi courrier). La ville comptait alors quatre gares : Château-Quai, Château-Port, Château-Ville et Château-Porte de Dolus. Le service s'arrêtera en 1934 à cause de la concurrence de la route. Néanmoins l'arrêt de La Chevalerie sur le territoire de la commune témoigne de ce passé ferroviaire.

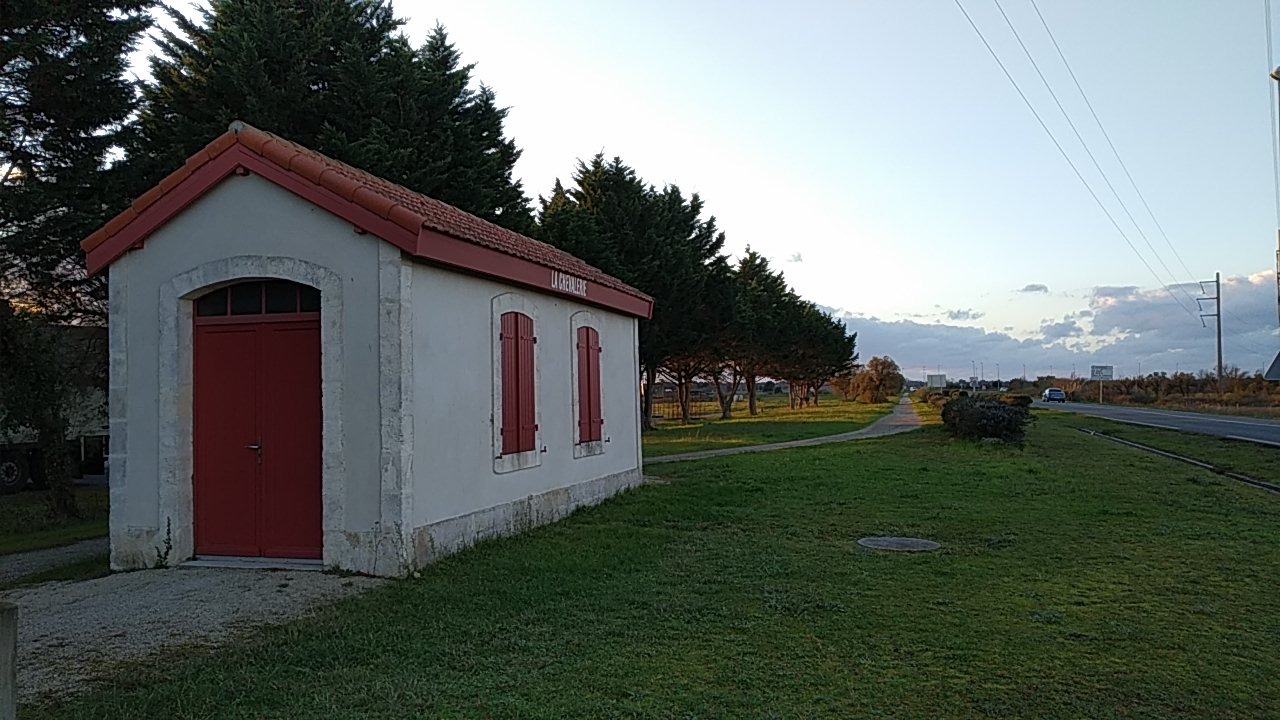
Ancienne gare de La Chevalerie.

La garnison militaire (corps disciplinaire des Colonies et 4e bataillon d'Afrique) est évacuée peu avant le second conflit mondial et est remplacée à partir du 29 juin 1940 (occupation de l'île d'Oléron) par des soldats de la Wehrmacht. Le poste de commandement n'est toutefois pas installé au Château-d'Oléron, mais à Saint-Pierre, sous l'autorité du korvettenkapitän Alfred Graf Schiltz Von Görtz und Von Wrisberg. La résistance organise ses réseaux sur la base de renseignements de l'organisation civile et militaire (OCM) mais est démantelée en 1943. Deux de ses chefs, Pierre Wiehn et Robert Etchebarne, sont fusillés à Bordeaux. La citadelle devient un lieu d'internement où sont enfermés les opposants, qui ne tardent pas à se réorganiser et à reprendre le combat. En 1945, alors qu'Adolf Hitler ordonne à ses généraux de « tenir jusqu'au bout », un bombardement allié ravage une partie de la ville (17 et 19 avril). Dans le même temps, le général de corps d'armée Edgard de Larminat entame les derniers préparatifs à l'opération de libération de l'île d'Oléron, dite « opération Jupiter ». Le 30 avril, Le Château-d'Oléron est libéré, un jour avant le reste de l'île.

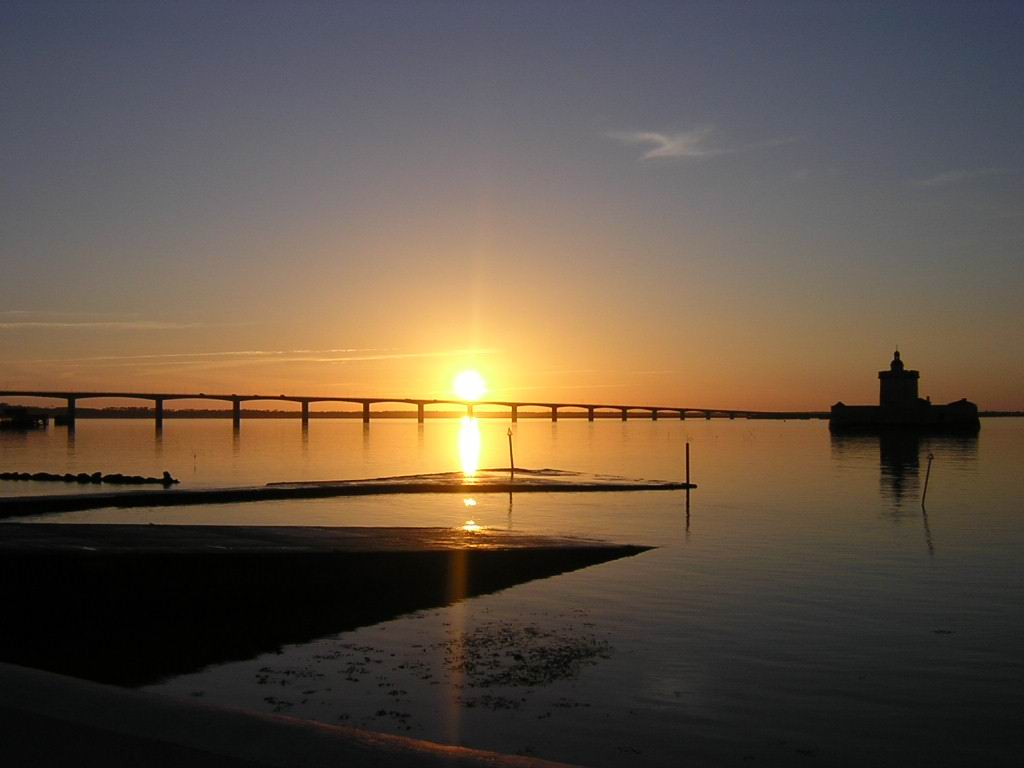
Le pont de l'île d'Oléron, achevé en 1966.

Les années d'après-guerre sont marquées par un renouveau du tourisme. L'embarcadère des navires (Compagnie oléronaise de navigation, ou Compagnie Bouineau) est refait en 1949, les anciens navires étant remplacés par des bacs modernes. Pourtant, au fil des ans, il finit par arriver plus de voitures que n'en peuvent transporter les bacs, ce qui détermine les autorités compétentes à envisager la construction d'un pont. Celui-ci voit effectivement le jour en 1966.
Le 7 septembre 1972, un tremblement de terre se produit sur l'île : d'une magnitude de 5.7 sur l'échelle de Richter, il cause quelques dégâts et frayeurs dans la région et est ressenti jusqu'en région parisienne. Le dernier séisme ressenti en date, toujours sur cette faille, d'une magnitude de 4.7, a lieu le 18 avril 2005.
La ville est aujourd'hui un centre touristique important, misant essentiellement sur son patrimoine (citadelle essentiellement) et sur sa position, à proximité du pont, mais aussi de stations balnéaires telles que Saint-Trojan et Boyardville. Depuis 1996, la municipalité cherche également à faire venir des artistes et des artisans d'art, qui s'installent dans d'anciennes cabanes ostréicoles rénovées.
Une politique de mise en valeur du centre-ville, avec création de nouveaux espaces piétons, est en cours depuis 2005, tandis qu'un projet de port de plaisance est en cours d'étude.

## Politique et administration

### Administration municipale

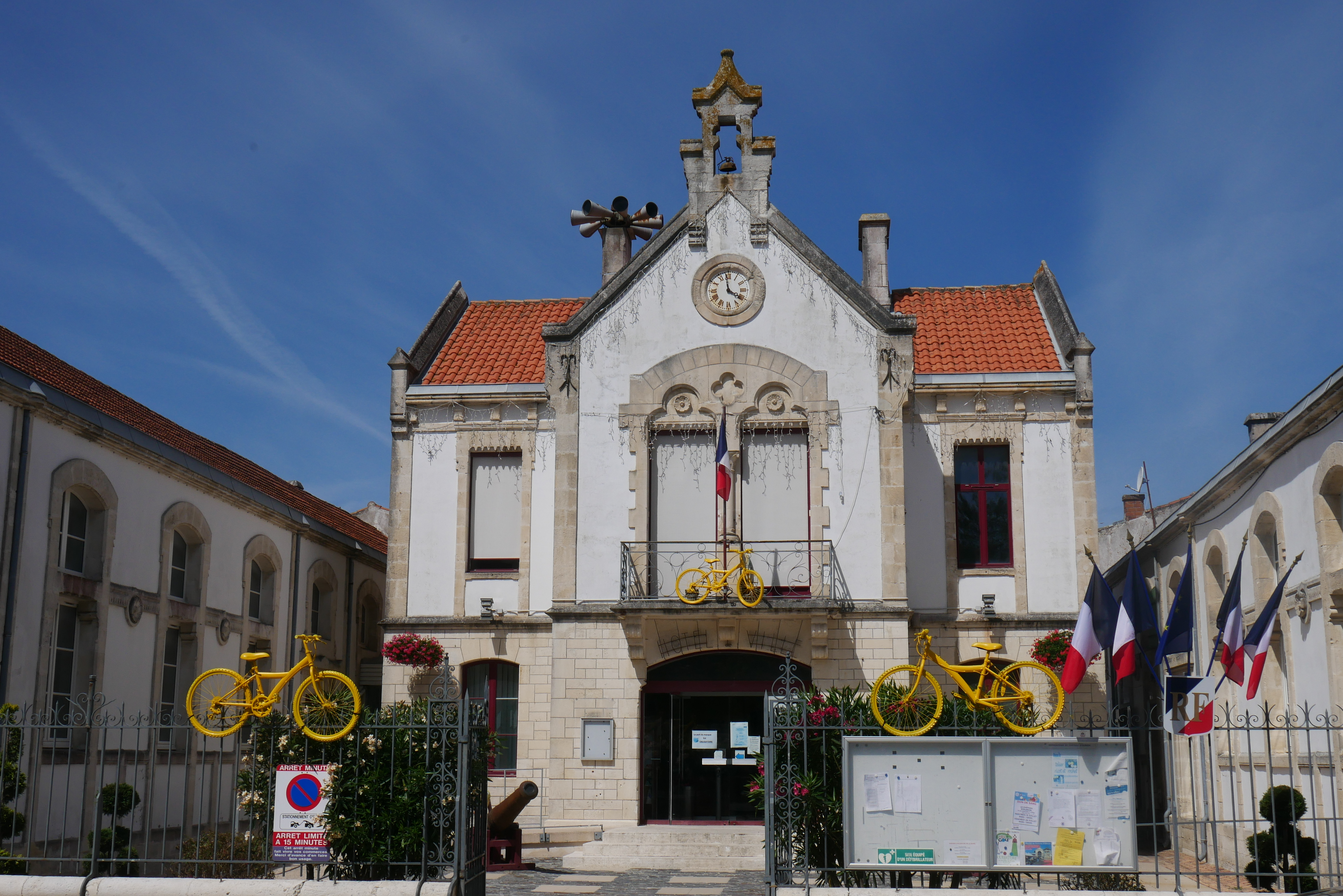
La Mairie du Château d'Oléron.

De 1789 à 1799, en vertu de la loi du 14 décembre 1789, les agents municipaux (maires) sont élus au suffrage direct pour 2 ans et rééligibles, par les citoyens actifs de la commune âgés d'au moins 25 ans, contribuables payant une contribution au moins égale à 3 journées de travail dans la commune. Sont éligibles ceux qui paient un impôt équivalent au moins à dix journées de travail.
De 1799 à 1848, La constitution du 22 frimaire an VIII (13 décembre 1799) revient sur l’élection du maire, les maires sont nommés par le préfet pour les communes de moins de 5 000 habitants. La Restauration instaure la nomination des maires et des conseillers municipaux. Après les lois organiques 1831, les maires sont nommés (par le roi pour les communes de plus de 3 000 habitants, par le préfet pour les plus petites), mais les conseillers municipaux sont élus au suffrage censitaire pour six ans.
Du 3 juillet 1848 à 1851, les maires sont élus par le conseil municipal pour les communes de moins de 6 000 habitants.
De 1851 à 1871, les maires sont nommés par le préfet, pour les communes de moins de 3 000 habitants et pour 5 ans à partir de 1855. Après 1871, les maires sont de nouveau élus, sauf dans les chefs-lieux (de départements, d'arrondissements ou de cantons).
Ce n'est que le 28 mars 1882, qu'une loi sur l’organisation municipale (encore en vigueur) est votée, et qui régit le principe de l'élection du maire et des adjoints par le conseil municipal, quelle que soit l'importance de la commune (sauf pour Paris). La loi du 5 avril 1884 fixe le mandat à quatre ans, durée portée le 10 avril 1929 à six ans.
Le maire sortant Michel Parent est réélu lors des élections municipales du 9 mars 2008. Sur les 2 282 votants (sur un total de 3 232 inscrits sur les listes électorales), 1 411 (soit 65,29 %) portent leurs suffrages sur la liste « Pour notre commune, continuons ensemble » ; 431 (19,94 %) sur la liste « Renouveau et démocratie pour Le Château » et 319 (14,76 %) sur la liste « Ensemble aimons Le Château d'Oléron ». 121 personnes ont voté nul et 950 ont choisi l'abstention. Aux élections cantonales qui ont lieu le même jour, cinq candidats présentent leurs programmes respectifs. Michel Parent remporte également ce scrutin avec 63,65 % des suffrages exprimés.

### Tendances politiques et résultats
| Parti politique        | Candidat            | Circonscription | Commune |
| ---------------------- | ------------------- | --------------- | ------- |
| Rassemblement national | Aymeric Mongelous   | 43,83 %         | 36,63 % |
| Horizons-Ensemble      | Christophe Plassard | 32,75 %         | 32,67 % |
| Parti socialiste-NFP   | Anne Brachet        | 22,15 %         | 29,24 % |
| Lutte ouvrière         | Danièle Cassette    | 1,27 %          | 1,46 %  |

Les trois premiers candidats sont qualifiés : Aymeric Mongelous, Christophe Plassard et Anne Brachet.
Participation de 66,86 % dans la commune, avec 1,07 % de votes blancs.
| Parti politique        | Candidat            | Circonscription | Commune |
| ---------------------- | ------------------- | --------------- | ------- |
| Horizons-Ensemble      | Christophe Plassard | 52,11 %         | 58,19 % |
| Rassemblement national | Aymeric Mongelous   | 47,89 %         | 41,81 % |

Christophe Plassard est élu.
Participation de 67,96 % dans la commune, avec 4,12 % de votes blancs.

### Liste des maires
| Période                                  | Période  | Identité                  | Étiquette   | Qualité                                                                       |
| ---------------------------------------- | -------- | ------------------------- | ----------- | ----------------------------------------------------------------------------- |
| Les données manquantes sont à compléter. |          |                           |             |                                                                               |
|                                          | 1848     | Victor Cousin-Vallée      |             |                                                                               |
| 1849                                     | 1849     | Adolphe Maurisset         |             |                                                                               |
| 1849                                     | 1863     | Jacques François Lhoiry   |             |                                                                               |
| 1863                                     | 1872     | Jacques Charles Lallemant |             |                                                                               |
|                                          |          | Léon Boilève              |             |                                                                               |
|                                          |          | André Bouineau            |             |                                                                               |
|                                          |          | Jules Vitet               |             |                                                                               |
| 1977                                     | 1995     | Claude Jousseaume         | RPR         |                                                                               |
| 1995                                     | 1997     | Faosto de Olivera         | DVD         |                                                                               |
| 1997                                     | En cours | Michel Parent             | DVD puis LR | Conseiller général puis départemental, Président de la Communauté de communes |

### Région
À la suite de la réforme administrative de 2014 ramenant le nombre de régions de France métropolitaine de 22 à 13, la commune appartient depuis le 1er janvier 2016 à la région Nouvelle-Aquitaine, dont la capitale est Bordeaux. De 1972 au 31 décembre 2015, elle a appartenu à la région Poitou-Charentes, dont le chef-lieu était Poitiers.

### Canton
Le Château-d'Oléron appartient au canton de l'Île d'Oléron, dont elle est la deuxième ville la plus peuplée derrière Saint-Pierre-d'Oléron.
Jusqu'au mois de mars 2015, elle était le chef-lieu et la première agglomération du canton du Château-d'Oléron, qui regroupait quatre communes (Dolus-d'Oléron, Saint-Trojan-les-Bains, Le Grand-Village-Plage et Le Château-d'Oléron).

### Tendances politiques
L'analyse des résultats des élections présidentielles de 2007 montre une nette poussée de l'électorat de droite, tant au premier qu'au second tour du scrutin. Le candidat de l'UMP Nicolas Sarkozy obtient ainsi 34,60 % au premier tour, devançant la candidate du PS Ségolène Royal (23,30 %), le candidat du MoDem François Bayrou (15,70 %) et celui du Front national Jean-Marie Le Pen (12,04 %). Au second tour, Nicolas Sarkozy consolide sa position, obtenant 59,90 % des suffrages et une avance de plus de 19 % sur son adversaire Ségolène Royal, qui totalise quant à elle 40,10 % des suffrages exprimés. Le taux d'abstention du premier tour (14,41 %) et du second tour (13,53 %) est un peu inférieur aux moyennes enregistrées dans le reste de l'hexagone (16,23 % et 16,03 %).
Cette inclinaison à droite se confirme également au cours des élections législatives qui suivent, Didier Quentin conservant son siège de député de la cinquième circonscription de la Charente-Maritime, obtenant 57,77 % des voix dans la commune. Les élections régionales de 2010 sont plus nuancées, montrant une quasi-égalité des forces en présence, avec toutefois un avantage pour la liste UMP conduite par Dominique Bussereau, qui obtient la confiance de 51,72 % des électeurs, contre 48,28 % pour Ségolène Royal. Le taux d'abstention atteint cependant un niveau considérable : 53,71 % au premier tour, 49,51 % au second tour! Les élections régionales de 2004 se distinguent également par une égalité presque parfaite entre les deux principaux candidats en présence, avec toutefois un petit avantage pour Élizabeth Morin (43,89 %) qui devance Ségolène Royal (43,08 %), soit une différence de 16 bulletins !  La liste FN de Jean-Romée Charbonneau se retrouve en troisième position, ayant obtenu 13,03 % des scrutins.

#### Résultats du second tour des élections présidentielles de2007
- élection présidentielle de 2007 : 59,90 % pour Nicolas Sarkozy (UMP), 40,10 % pour Ségolène Royal (PS). Participation : 86,47 %[66].

#### Résultats des élections législatives de2007et2002
- élections législatives de 2007 : 57,77 % pour Didier Quentin (UMP), 15,91 % pour Vincent Barraud (Parti radical de gauche). Participation : 61,44 %[68]
- élections législatives de 2002 : 67,90 % pour Didier Quentin (RPR), 32,10 % pour Régine Joly (PS). Participation : 60,04 %[71]

#### Résultats des élections régionales de2010et2004
- élections régionales de 2010 : 51,72 % pour Dominique Bussereau (UMP), 48,28 % pour Ségolène Royal (PS). Participation : 50,49 %[69]
- élections régionales de 2004 : 43,89 % pour Élizabeth Morin UMP), 43,08 % pour Ségolène Royal (PS), 13,03 % pour Jean-Romée Charbonneau (Front national). Participation : 64,37 %[70]

## Démographie

### Évolution démographique
L'évolution du nombre d'habitants est connue à travers les recensements de la population effectués dans la commune depuis 1793. Pour les communes de moins de 10 000 habitants, une enquête de recensement portant sur toute la population est réalisée tous les cinq ans, les populations de référence des années intermédiaires étant quant à elles estimées par interpolation ou extrapolation. Pour la commune, le premier recensement exhaustif entrant dans le cadre du nouveau dispositif a été réalisé en 2005.

En 2022, la commune comptait 4 359 habitants, en évolution de +4,43 % par rapport à 2016 (Charente-Maritime : +4,04 %, France hors Mayotte : +2,11 %).
| 1793  | 1800  | 1806  | 1821  | 1831  | 1836  | 1841  | 1846  | 1851  |
| ----- | ----- | ----- | ----- | ----- | ----- | ----- | ----- | ----- |
| 2 251 | 2 558 | 2 735 | 2 632 | 2 527 | 2 644 | 2 485 | 2 542 | 2 632 |

| 1856  | 1861  | 1866  | 1872  | 1876  | 1881  | 1886  | 1891  | 1896  |
| ----- | ----- | ----- | ----- | ----- | ----- | ----- | ----- | ----- |
| 3 003 | 2 920 | 3 211 | 3 328 | 2 850 | 3 132 | 3 007 | 3 458 | 3 573 |

| 1901  | 1906  | 1911  | 1921  | 1926  | 1931  | 1936  | 1946  | 1954  |
| ----- | ----- | ----- | ----- | ----- | ----- | ----- | ----- | ----- |
| 3 803 | 3 334 | 3 734 | 3 142 | 3 018 | 3 061 | 3 281 | 2 864 | 2 870 |

| 1962  | 1968  | 1975  | 1982  | 1990  | 1999  | 2005  | 2006  | 2010  |
| ----- | ----- | ----- | ----- | ----- | ----- | ----- | ----- | ----- |
| 3 171 | 3 254 | 3 324 | 3 411 | 3 544 | 3 552 | 3 876 | 3 884 | 3 920 |

| 2015  | 2020  | 2022  | - | - | - | - | - | - |
| ----- | ----- | ----- | - | - | - | - | - | - |
| 4 121 | 4 312 | 4 359 | - | - | - | - | - | - |

### Pyramide des âges
La population de la commune est relativement âgée.
En 2018, le taux de personnes d'un âge inférieur à 30 ans s'élève à 23 %, soit en dessous de la moyenne départementale (29 %). À l'inverse, le taux de personnes d'âge supérieur à 60 ans est de 42,6 % la même année, alors qu'il est de 34,9 % au niveau départemental.
En 2018, la commune comptait 1 957 hommes pour 2 272 femmes, soit un taux de 53,72 % de femmes, légèrement supérieur au taux départemental (52,15 %).
Les pyramides des âges de la commune et du département s'établissent comme suit.
| Hommes | Classe d’âge | Femmes |
| ------ | ------------ | ------ |
| 1,1    | 90 ou +      | 2,6    |
| 13,0   | 75-89 ans    | 15,5   |
| 26,0   | 60-74 ans    | 26,6   |
| 19,8   | 45-59 ans    | 20,3   |
| 15,0   | 30-44 ans    | 13,9   |
| 11,3   | 15-29 ans    | 9,4    |
| 13,9   | 0-14 ans     | 11,7   |

| Hommes | Classe d’âge | Femmes |
| ------ | ------------ | ------ |
| 1,1    | 90 ou +      | 2,6    |
| 10,1   | 75-89 ans    | 12,6   |
| 22     | 60-74 ans    | 23,2   |
| 20,1   | 45-59 ans    | 19,7   |
| 16,1   | 30-44 ans    | 15,6   |
| 15,2   | 15-29 ans    | 12,7   |
| 15,4   | 0-14 ans     | 13,6   |

## Économie

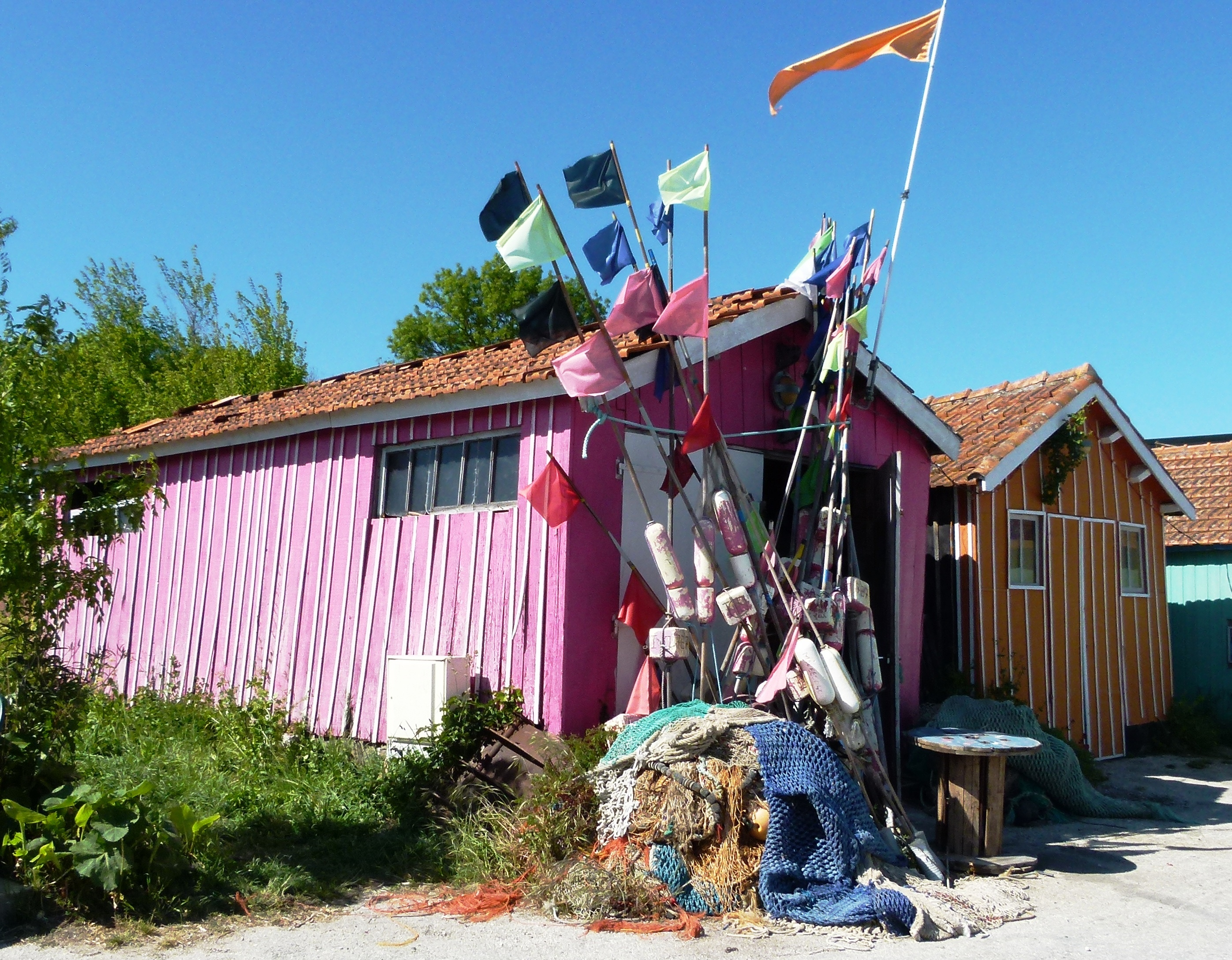
Cabane ostréicole sur le port. Pêche et conchyliculture sont d'importants secteurs d'activités dans la commune.

La situation géographique de la commune (à proximité immédiate du pont, par où transitent de nombreux visiteurs) font de cette agglomération un des principaux pôles de commerce et de services de l'île. L'importance de ces secteurs se traduit par la présence de nombreuses boutiques, d'un centre commercial (Super U), d'entreprises et de prestataires de services, tant en centre-ville que dans les deux zones d'activité établies en périphérie (Z.A. d'Ors et de la Beaucoursière). Des cinq chantiers navals présents dans la commune au début du XXe siècle, deux sont encore en activité. Les embarcations qui sortent de ces unités de production sont avant tout des bateaux de plaisance.
Le tourisme est un autre secteur en pleine expansion, qu'il s'agisse de tourisme balnéaire, de tourisme vert ou de tourisme culturel. Si la commune dispose de campings, de deux plages et des services qui leur sont associées (clubs de sports nautiques notamment), nombre de visiteurs viennent avant tout visiter la citadelle, qui domine de sa masse la petite cité fortifiée. D'anciennes cabanes ostréicoles rénovées servent également d'atelier à des artisans d'art, qui vendent ensuite leurs productions aux visiteurs.
L'ostréiculture reste néanmoins le secteur phare de la commune, qui appartient au bassin ostréicole de Marennes-Oléron. De nombreux parcs à huître ont été aménagés à l'emplacement d'anciens marais salants, formant une véritable mosaïque de terre et d'eau. Dans ces bassins (ou « claires »), les huîtres engraissent et acquièrent une teinte et un goût unique sous l'action d'une algue microscopique, la navicule bleue. Plus de 100 entreprises vivent de cette activité.

### Emploi
La commune abrite une population un peu moins active que la moyenne nationale (40,4 % contre 45,2 %), avec un taux d'activité des 25-59 ans conforme aux chiffres nationaux (82 % contre 82,2 %). Les catégories socio-professionnelles les mieux représentées sont les employés (29,6 %), suivis des ouvriers (25,4 %), des professions intermédiaires (13,5 %) et des artisans, commerçants et chefs d'entreprise (11,3 %). Les agriculteurs/ostréiculteurs sont une composante importante du paysage économique local, représentant 13,7 % de la population active (la moyenne nationale étant de 2,4 %). En revanche, cadres et professions intermédiaires ne constituent que 6,5 % de cette même population.
Si le taux de chômage était inférieur aux chiffres nationaux en 1999 (12,2 % contre 12,9 % dans le reste de l'hexagone), non seulement il n'a pas suivi la baisse constatée au niveau national en 2005, mais il s'est encore accru de 0,3 % au point de toucher 12,5 % de la population active (contre 9,6 % sur le plan national), soit 175 personnes.
Les retraités forment une importante composante de la population (29,5 %), juste derrière les actifs (40,4 %) et devant les jeunes scolarisés et les étudiants (17,2 %).

### Immobilier
D'une manière générale, la population de la commune a des revenus conformes aux estimations nationales : la moyenne des revenus par an et par ménage y est de 15 535 € (moyenne nationale : 15 027 € / an et par ménage).
Le prix moyen de l'immobilier est de 3 197 €/m2 (vente) et 12,22 € / m² / mois (location). Le taux de personnes propriétaires de leur logement est supérieur à la moyenne nationale, soit 68,7 % (moyenne nationale : 55,3 %) ; parallèlement, 24,7 % des habitants de la commune sont locataires (moyenne nationale : 39,8 %) et 6,6 % logés gratuitement (moyenne nationale : 4,9 %).
Le parc immobilier de la commune est constitué de 2 517 logements, dont 63 % sont des résidences principales et 27 % des résidences secondaires. Enfin, 10 % des logements sont vacants, un chiffre supérieur aux estimations au niveau national (8 %). Les maisons individuelles représentent l'écrasante majorité des logements, soit 91,1 % (moyenne nationale : 55,3 %) ; le reste se répartit entre appartements (5,6 %) et logements alternatifs (3,3 %). 32,6 % des logements sont constitués de 5 pièces ou plus (moyenne nationale : 31,5 %); un peu moins que les 4 pièces (32,3 %), mais plus que les 3 pièces (26,4 %), les 2 pièces (7,2 %) et les studios (1,5 %).

## Équipements et services

### Transports urbains
La commune est desservie par le réseau Transports Nouvelle-Aquitaine qui opère plusieurs lignes au niveau départemental. Des correspondances existent entre les gares de Surgères, Saintes, Rochefort en direction du Château-d'Oléron.

### Enseignement
Le Château-d'Oléron dépend de l'académie de Poitiers. L'école maternelle Françoise-Dolto et l'école primaire Pierre-d'Argencourt prennent en charge les enfants jusqu'au CM2. La collège Aliénor-d'Aquitaine compte environ 350 élèves pour 27 enseignants. Il dispose d'un centre de documentation, d'un restaurant scolaire et d'une salle d'informatique, mais n'a pas d'internat.
Le lycée du secteur est situé à Bourcefranc-le-Chapus, sur le continent.

### Sports
La commune est équipée d'un stade municipal (terrain de football), d'une école de plongée et d'un complexe sportif portant le nom du judoka français David Douillet. Le tissu associatif local comprend plusieurs associations et amicales sportives, proposant des activités telles que football, judo, tennis, rugby, basket, badminton et pétanque. Les sports nautiques (kayak de mer et char à voile essentiellement) peuvent également être pratiqués dans la commune.
Les fossés de la citadelle accueillent chaque année le Jumping des Citadelles, une épreuve organisée par la Société hippique oléronaise.

### Santé
Deux médecins généralistes exercent actuellement au Château-d'Oléron (en 2018) : ils sont regroupés au sein d'un cabinet médical situé rue La Fayette. La commune compte également deux dentistes et quatre infirmiers. Parmi les autres infrastructures médicales, on trouve également trois pharmacies, une compagnie d'ambulances et une caserne des pompiers.
L'hôpital local le plus proche se trouve à Saint-Pierre-d'Oléron. Un centre hospitalier plus important est situé sur le continent, à Rochefort. La commune compte également une maison de retraite (EHPAD) dite Maison Notre-Dame. Cette structure privée, habilité aux aides sociales, peut accueillir une soixantaine de résidents, et dispose depuis 2006 d'un accueil de jour pour personnes âgées dépendantes.

## Culture locale et patrimoine

### Lieux et monuments

#### La citadelle

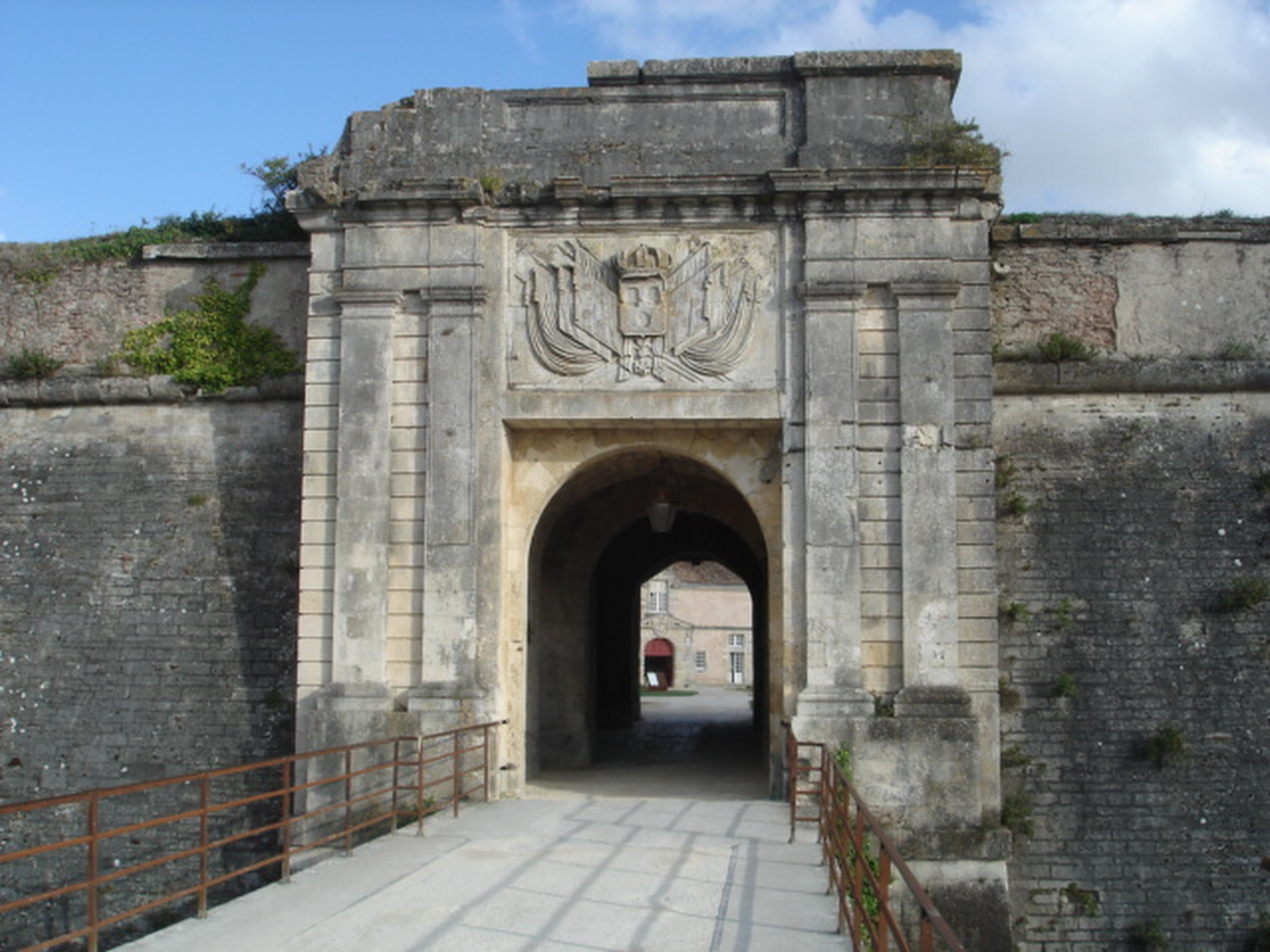
La porte Royale, un des principaux accès à la citadelle du Château-d'Oléron.

La citadelle du Château-d'Oléron défendait l'embouchure de la Charente. Sa situation géographique, lui permettait de protéger Brouage, et surtout Rochefort, grand arsenal de la marine française.
Des fortifications existent au Château-d'Oléron  dès la fin du XIe siècle, la ville médiévale étant alors le principal port permettant de relier le continent. Elle abrite le château des ducs d'Aquitaine, construit au XIIe siècle et démoli en 1625. La construction de la citadelle débute sous le règne de Louis XIII, lequel confie à l'architecte Pierre d'Argencourt le soin des travaux de fortification. Néanmoins, à partir de 1685, c'est Vauban qui se consacre à ce chantier, et qui le poursuit jusqu'à son terme.
Pendant la Révolution française les fortifications servent de prison et en 1939 la citadelle est désertée par les militaires, ce qui n'empêche pas un bombardement massif par les alliés le 17 avril 1945, qui n'a pour seul effet que détruire partiellement le monument.
Depuis la fin du conflit, la citadelle, classée monument historique en 1929, est le monument le plus visité de la ville.
La citadelle se compose principalement d'un réseau de fortifications, entourant une cour centrale où se dresse un long bâtiment comportant deux niveaux, et qui abritait autrefois, outre le magasin aux vivres, le logis du gouverneur de la place, qui était aussi celui de toute l'île d'Oléron sous l'Ancien Régime. On peut voir à l'intérieur une exposition permanente consacrée à l'histoire des soldats de la Nouvelle-France : en effet, nombre d'entre eux, partis de Rochefort, ont séjourné dans la citadelle avant de s'embarquer vers les côtes du nouveau-monde. L'accès à la cour centrale se fait par une porte monumentale, la Porte Royale, sur le fronton de laquelle sont visibles des armes comportant une ancre marine, le cordon de l'ordre du Saint-Esprit et un chapeau de cardinal.

#### L'église Notre-Dame-de-l'Assomption

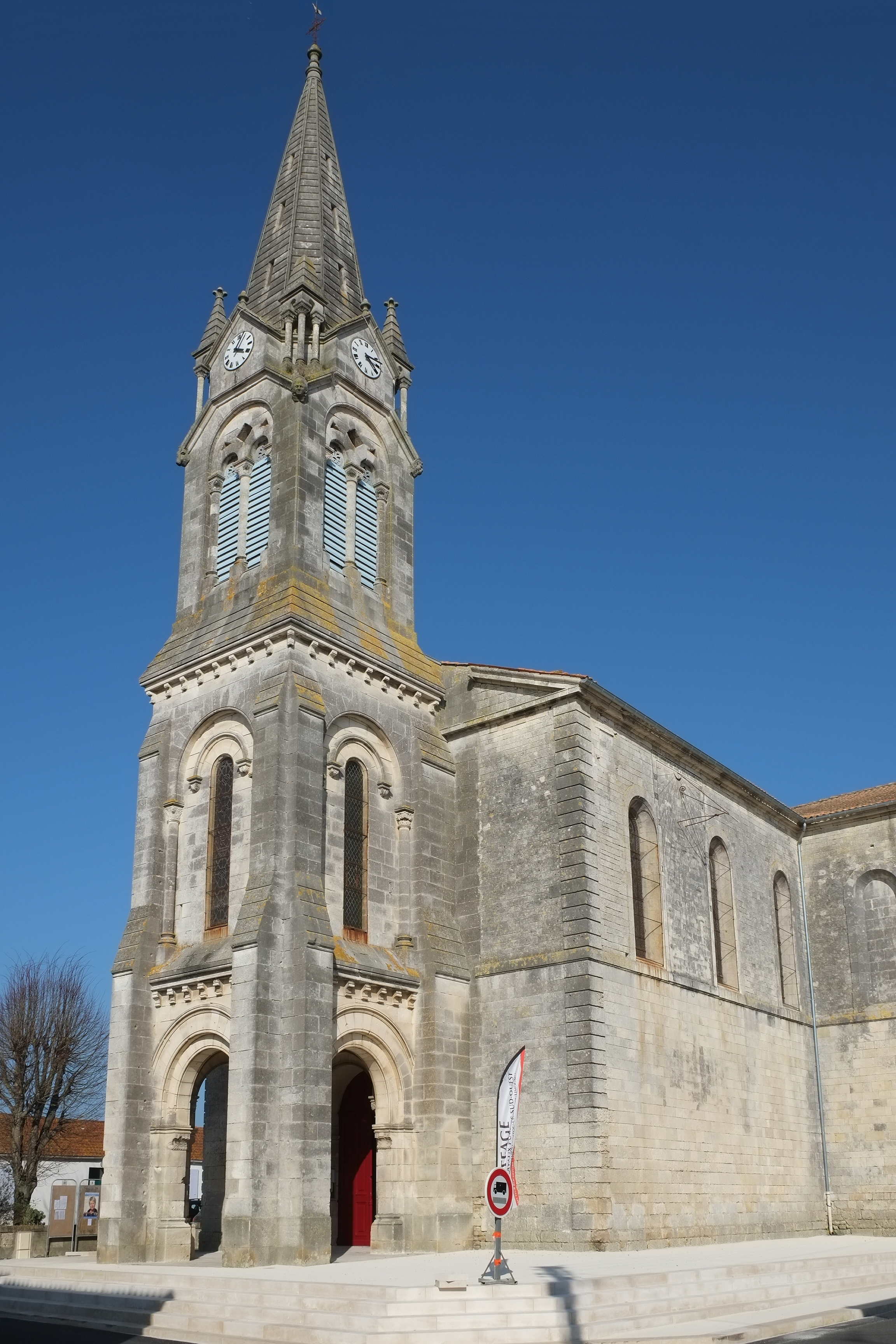
L'église Notre-Dame-de-l'Assomption.

L'édification de la citadelle en 1630 oblige les autorités militaires à détruire une partie de l'ancienne ville médiévale, et avec elle, les principales églises qu'elle comptait jusqu'alors. Lorsque l'église Saint-James est elle aussi rasée à la fin du XVIIe siècle, on décide de faire appel à l'ingénieur Ferry pour édifier un nouveau sanctuaire, placé sous le vocable de Notre-Dame-de-l'Assomption.
La première pierre de cette église est posée en 1700 : en seulement trois ans, la nef et le transept sont achevés. Il faut néanmoins attendre 1764 pour que les travaux reprennent et que le chœur soit enfin terminé. En 1883, un clocher néo-roman, surmontant un porche de même style, complète l'édifice, dont la flèche, haute de 40 mètres, domine l'ensemble de la ville. À chaque angle du clocher se trouve une sculpture représentant le symbole d'un évangéliste.
L'intérieur de l'édifice surprend par ses proportions. Bâtie sur un plan en croix latine, l'église est voûtée en anse de panier. Le chœur se distingue par des boiseries de style Louis XV et est dominé par un retable du XVIIIe siècle représentant l'assomption de Marie : l'inscription latine « Assumpta est Maria » surmonte le tableau. Plusieurs vitraux et statues datant des XVIIIe et XIXe siècles ornent également le sanctuaire.

#### Le temple protestant
La communauté protestante du Château-d'Oléron étant assez peu nombreuse, il faut attendre 1833 pour qu'on songe à rebâtir un temple, aménagé dans un ancien magasin situé au Gibou, un des principaux écarts de la commune. Rapidement considéré comme inadapté et inconfortable, le conseil presbytéral d'Oléron et le consistoire de La Rochelle envisagent la construction d'un édifice plus moderne dès 1843, tout en faisant savoir aux autorités compétentes que les fidèles, souvent peu fortunés, ne pourront contribuer que de façon très limitée. En dépit de quelques réticences, le conseil municipal accorde une subvention de 500 francs en 1844, qui viennent s'ajouter aux 2500 francs attribués par le ministère des cultes et les 500 francs du conseil général, mais refuse dans un premier temps de se porter acquéreur du bâtiment, avant de revenir sur sa décision sans plus d'explications l'année suivante.
La construction de l'édifice peut débuter à partir de 1849. Le culte y est célébré jusqu'en 1979, les offices ayant ensuite lieu au temple de Saint-Pierre-d'Oléron, occupant une position plus centrale. Il sert de vestiaire et de débarras jusqu'en 2008, où il est officiellement désaffecté.

#### Autres monuments

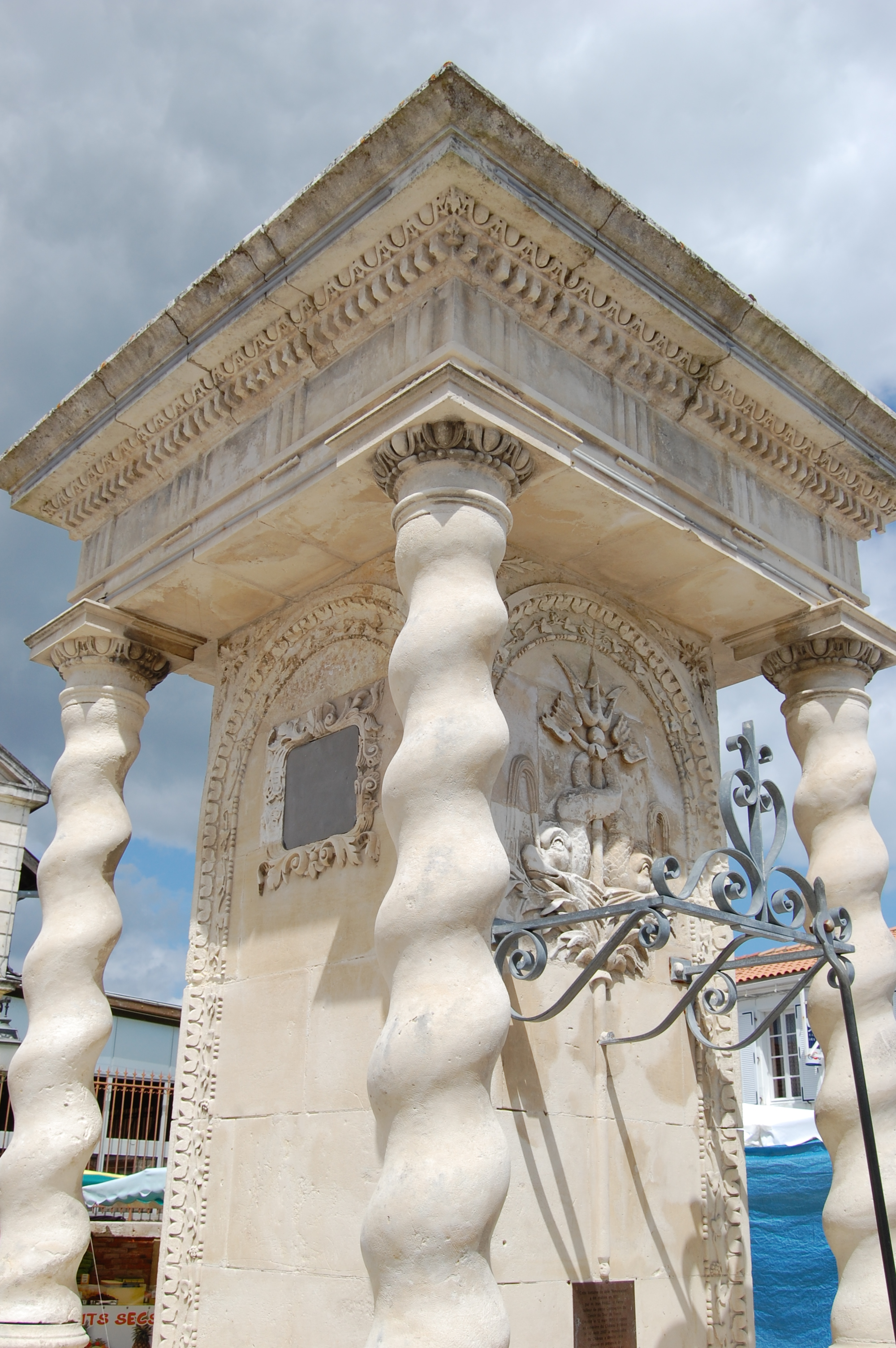
La fontaine de la place de la République, classée monument historique depuis 1937.

Le centre historique conserve de nombreuses maisons anciennes, certaines édifiées à partir du XVIIe siècle (époque de reconstruction de la ville). Les rues se coupant à angle droit s'articulent autour d'une place d'armes (place de la République), agrémentée en 1851 d'une fontaine publique s'inspirant librement des styles baroque et renaissance. Œuvre du sculpteur Jean Paillé, dit « Perrin » (compagnon du devoir du tour de France) elle est ornée de thèmes marins (dauphins, trident de Neptune) et est classée monument historique depuis 1937. Des colonnes torsadées supportent un toit couvert d'écailles et de plaques de pierre finement taillées. Cette réalisation originale jouxte les halles, bâties en 1891 par Joseph Sylvestre sur les plans de l'architecte Emerit, afin de remplacer un ancien marché couvert devenu inadapté. Deux dates sont gravées sur une pierre de la façade : 1891, date de construction du présent bâtiment, et 1774, date de construction des anciennes halles, données par le  baron de Saint-Dizant, sieur du Château-d'Oléron. L'édifice, récemment restauré, se compose d'un vaisseau central doublé de deux vaisseaux latéraux, l'ensemble étant couvert d'une charpente apparente. La façade, mêlant pierre de taille et brique, est surmontée d'un fronton.
Le couvent des Récollets (XVIIIe siècle) dresse ses bâtiments un peu sévères (bâtiments conventuels, chapelle et cloître) rue Alsace-Lorraine. Il succède à un premier monastère, édifié par les pères Récollets en 1611, lui-même héritier d'un couvent des Cordeliers anéanti durant les guerres de religion. Le couvent des sœurs de la Sagesse, sis rue Pierre-Wiehn, participe à ce même élan de « reconquête des âmes » au XVIIe siècle. Le bâtiment actuel, reconstruit au XVIIIe siècle, est actuellement une maison de retraite.
En dehors du centre, le pont Napoléon est bâti sur le chenal des Brandes. En dépit de son nom (il est parfois également désigné sous le nom de pont Vauban), il a été construit en 1767. Il est classé monument historique depuis 1979.
En entrant sur l'île d'Oléron sur la partie nord de la route près du bord de mer, se trouve le dolmen d'Ors. Il est classé monument historique depuis 1940.

#### Aux alentours
De nombreux itinéraires touristiques peuvent être effectués au départ de la commune. Au sud du Château-d'Oléron, les stations balnéaires de Grand-Village-Plage et de Saint-Trojan offrent de vastes plages donnant sur l'océan Atlantique, bordées par une ceinture forestière, la forêt domaniale de Saint-Trojan.
Au nord, la commune de Dolus-d'Oléron conserve un centre pittoresque ainsi qu'un prieuré semblant veiller sur l'anse de la Perroche. Le parc de découverte de la faune sauvage du marais aux oiseaux s'étend sur 30 hectares, et permet d'observer de nombreux oiseaux migrateurs. C'est aussi un centre de sauvegarde où sont soignés les animaux en détresse. Plus au nord, Saint-Pierre-d'Oléron est considérée comme la capitale de l'île. Cette petite ville possède un centre historique piétonnier et une lanterne des morts haute de 25 mètres. Le port de La Cotinière est un des principaux ports de pêche du littoral atlantique, ainsi qu'un centre touristique fréquenté.

### Langue saintongeaise

Aire linguistique du Saintongeais.

La commune est située dans l'aire linguistique du saintongeais, un dialecte faisant partie de la famille des langues d’oïl, branche des langues romanes, qui comprend également le français, l’angevin le picard et le poitevin avec lequel il est souvent regroupé dans un domaine plus vaste, le poitevin-saintongeais.
Le saintongeais (saintonjhais) est la langue vernaculaire parlée dans les anciennes provinces d'Aunis, Saintonge et Angoumois. On l’appelle aussi le charentais ou encore le patois charentais. Les locuteurs sont dits patoisants.
Le saintongeais a fortement influencé l’acadien et en conséquence, par ricochet, le cadien ; quant au québécois, il a été influencé par les parlers tels que le normand, le francien et le saintongeais.
La langue saintongeaise présente de nombreux traits communs avec des langues telles que le cadien ou l'acadien, ce qui s'explique par les origines saintongeaises d'une partie des émigrants vers la Nouvelle-France au XVIIe siècle.

### Vie locale

#### Cultes
Le Château-d'Oléron appartient au diocèse catholique de La Rochelle et Saintes, lui-même subdivision de la province ecclésiastique de Poitiers depuis 2002 (de la province ecclésiastique de Bordeaux avant cette date). L'office catholique est célébré chaque dimanche à 9 heures 30 en l'église Notre-Dam- de-l'Assomption.

#### Marchés
Le marché a lieu tous les jours en dehors du lundi, tant sous les halles qu'à ses abords immédiats. Il est ouvet tous les matins en juillet et août. En saison, un marché nocturne se tient tous les mercredis, de 20 heures à 1 heure du matin, aux abords de la place de la République, et tous les vendredis, aux mêmes horaires, sur le port.

### Personnalités liées à la commune

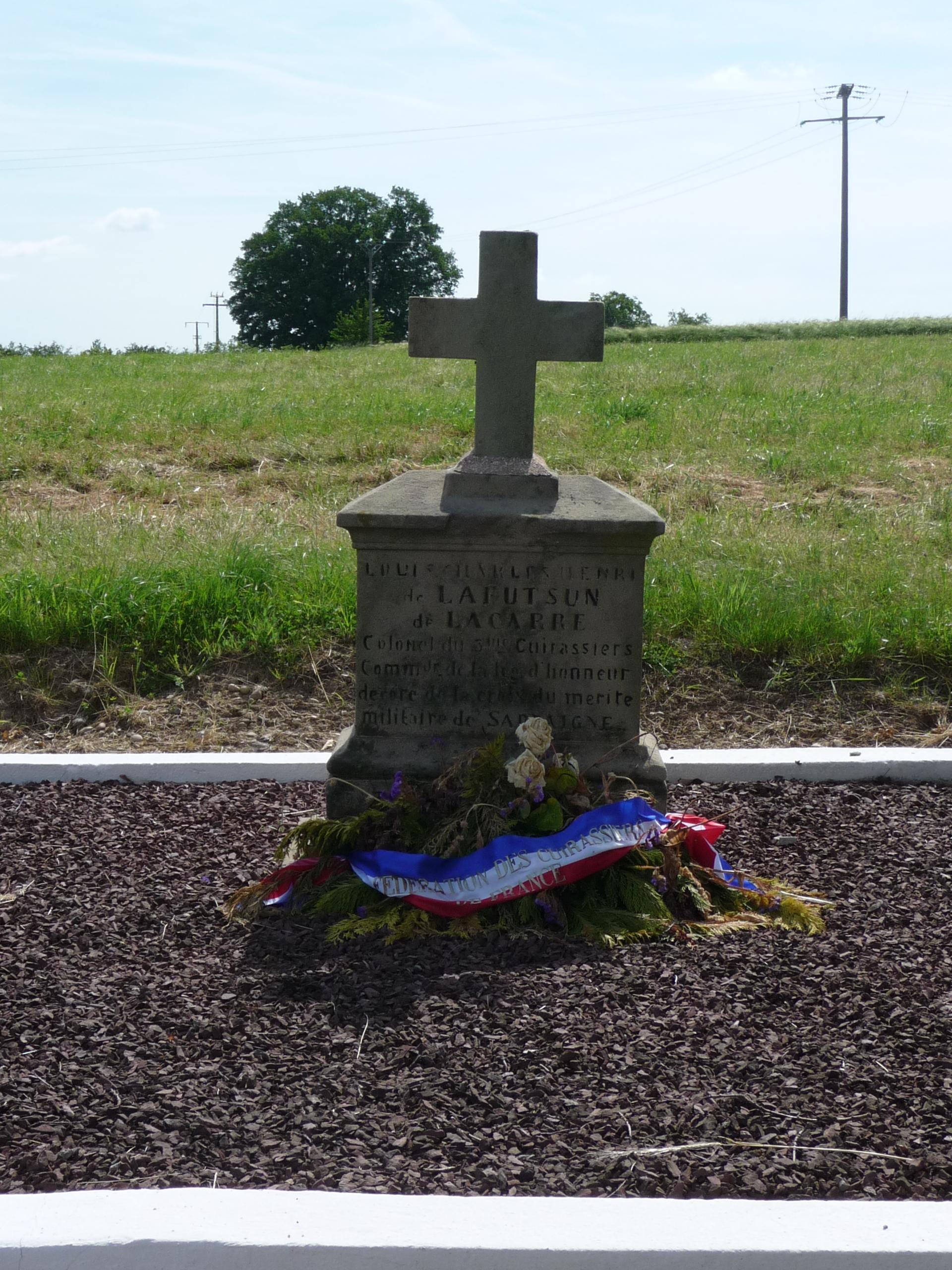
Tombe du colonel Lacarre, mort le 6 août 1870 lors de la bataille de Frœschwiller-Wœrth.

- Geoffroy-Martel : il possède l'île après les victoires remportées en 1033 et 1036 contre le duc d'Aquitaine. Il séjourne plusieurs fois au Château-d'Oléron. Après sa mort, l'île revient au duc d'Aquitaine.
- Aliénor d'Aquitaine : parfois appelée Eléonore de Guyenne, elle séjourna au Château-d'Oléron en 1199, avant de se retirer à l'abbaye de Fontevraud.
- Le seigneur Larchère y meurt en 1581, lors de son pèlerinage sur l'île. Il est enterré dans la commune de Saint Georges.
- André Mage de Fiefmelin (1560-1603) : poète baroque français.
- Jérôme de Laage de Meux : mort au Château-d'Oléron en 1856, militaire et homme politique français.
- Pierre-Louis-Omer Charlet (1809-1882) : peintre français.
- Henri de Lafutsun de Lacarre : né le 18 août 1814 au Château-d'Oléron, colonel au 3e régiment de cuirassiers, mort à la bataille de Frœschwiller le 6 août 1870.
- Maurice Renard, poète et écrivain et par ailleurs cofondateur de l'Union amicale oleronnaise, écrit en 1930 La Jeune Fille au yacht, histoire d'amour se déroulant au Château-d'Oléron[90].
- Fred Bourguignon, peintre et poète né dans la commune en 1916.
- Léon Karren (1854-1920), compositeur et chef de musique militaire, mort au Château-d'Oléron.
- Jean-Louis Bodin, coureur cycliste professionnel de 1965 à 1970, y est né le 1er août 1943.

### Héraldique
| Blason | Blasonnement : Coupé : au 1er d'or au château de sable ouvert et ajouré d'argent, au 2e de gueules à la barque d'or montée de quatre personnages contournés, chacun tenant une lance à guidon du même, voguant sur une onde d'azur. |